# 1896
Portal Geschichte | Portal Biografien | Aktuelle Ereignisse | Jahreskalender | Tagesartikel

◄ |
18. Jahrhundert |
19. Jahrhundert
| 20. Jahrhundert | ►

◄ |
1860er |
1870er |
1880er |
1890er
| 1900er | 1910er | 1920er | ►

◄◄ |
◄ |
1892 |
1893 |
1894 |
1895 |
1896
| 1897 | 1898 | 1899 | 1900 | ► | ►►
Staatsoberhäupter · Wahlen · Nekrolog   · Musikjahr · Filmjahr  · Sportjahr
| Januar | Januar | Januar | Januar | Januar | Januar | Januar | Januar |
| Kw     | Mo     | Di     | Mi     | Do     | Fr     | Sa     | So     |
| ------ | ------ | ------ | ------ | ------ | ------ | ------ | ------ |
| 1      |        |        | 1      | 2      | 3      | 4      | 5      |
| 2      | 6      | 7      | 8      | 9      | 10     | 11     | 12     |
| 3      | 13     | 14     | 15     | 16     | 17     | 18     | 19     |
| 4      | 20     | 21     | 22     | 23     | 24     | 25     | 26     |
| 5      | 27     | 28     | 29     | 30     | 31     |        |        |

| Februar | Februar | Februar | Februar | Februar | Februar | Februar | Februar |
| Kw      | Mo      | Di      | Mi      | Do      | Fr      | Sa      | So      |
| ------- | ------- | ------- | ------- | ------- | ------- | ------- | ------- |
| 5       |         |         |         |         |         | 1       | 2       |
| 6       | 3       | 4       | 5       | 6       | 7       | 8       | 9       |
| 7       | 10      | 11      | 12      | 13      | 14      | 15      | 16      |
| 8       | 17      | 18      | 19      | 20      | 21      | 22      | 23      |
| 9       | 24      | 25      | 26      | 27      | 28      | 29      |         |

| März | März | März | März | März | März | März | März |
| Kw   | Mo   | Di   | Mi   | Do   | Fr   | Sa   | So   |
| ---- | ---- | ---- | ---- | ---- | ---- | ---- | ---- |
| 9    |      |      |      |      |      |      | 1    |
| 10   | 2    | 3    | 4    | 5    | 6    | 7    | 8    |
| 11   | 9    | 10   | 11   | 12   | 13   | 14   | 15   |
| 12   | 16   | 17   | 18   | 19   | 20   | 21   | 22   |
| 13   | 23   | 24   | 25   | 26   | 27   | 28   | 29   |
| 14   | 30   | 31   |      |      |      |      |      |

| April | April | April | April | April | April | April | April |
| Kw    | Mo    | Di    | Mi    | Do    | Fr    | Sa    | So    |
| ----- | ----- | ----- | ----- | ----- | ----- | ----- | ----- |
| 14    |       |       | 1     | 2     | 3     | 4     | 5     |
| 15    | 6     | 7     | 8     | 9     | 10    | 11    | 12    |
| 16    | 13    | 14    | 15    | 16    | 17    | 18    | 19    |
| 17    | 20    | 21    | 22    | 23    | 24    | 25    | 26    |
| 18    | 27    | 28    | 29    | 30    |       |       |       |

| Mai | Mai | Mai | Mai | Mai | Mai | Mai | Mai |
| Kw  | Mo  | Di  | Mi  | Do  | Fr  | Sa  | So  |
| --- | --- | --- | --- | --- | --- | --- | --- |
| 18  |     |     |     |     | 1   | 2   | 3   |
| 19  | 4   | 5   | 6   | 7   | 8   | 9   | 10  |
| 20  | 11  | 12  | 13  | 14  | 15  | 16  | 17  |
| 21  | 18  | 19  | 20  | 21  | 22  | 23  | 24  |
| 22  | 25  | 26  | 27  | 28  | 29  | 30  | 31  |

| Juni | Juni | Juni | Juni | Juni | Juni | Juni | Juni |
| Kw   | Mo   | Di   | Mi   | Do   | Fr   | Sa   | So   |
| ---- | ---- | ---- | ---- | ---- | ---- | ---- | ---- |
| 23   | 1    | 2    | 3    | 4    | 5    | 6    | 7    |
| 24   | 8    | 9    | 10   | 11   | 12   | 13   | 14   |
| 25   | 15   | 16   | 17   | 18   | 19   | 20   | 21   |
| 26   | 22   | 23   | 24   | 25   | 26   | 27   | 28   |
| 27   | 29   | 30   |      |      |      |      |      |

| Juli | Juli | Juli | Juli | Juli | Juli | Juli | Juli |
| Kw   | Mo   | Di   | Mi   | Do   | Fr   | Sa   | So   |
| ---- | ---- | ---- | ---- | ---- | ---- | ---- | ---- |
| 27   |      |      | 1    | 2    | 3    | 4    | 5    |
| 28   | 6    | 7    | 8    | 9    | 10   | 11   | 12   |
| 29   | 13   | 14   | 15   | 16   | 17   | 18   | 19   |
| 30   | 20   | 21   | 22   | 23   | 24   | 25   | 26   |
| 31   | 27   | 28   | 29   | 30   | 31   |      |      |

| August | August | August | August | August | August | August | August |
| Kw     | Mo     | Di     | Mi     | Do     | Fr     | Sa     | So     |
| ------ | ------ | ------ | ------ | ------ | ------ | ------ | ------ |
| 31     |        |        |        |        |        | 1      | 2      |
| 32     | 3      | 4      | 5      | 6      | 7      | 8      | 9      |
| 33     | 10     | 11     | 12     | 13     | 14     | 15     | 16     |
| 34     | 17     | 18     | 19     | 20     | 21     | 22     | 23     |
| 35     | 24     | 25     | 26     | 27     | 28     | 29     | 30     |
| 36     | 31     |        |        |        |        |        |        |

| September | September | September | September | September | September | September | September |
| Kw        | Mo        | Di        | Mi        | Do        | Fr        | Sa        | So        |
| --------- | --------- | --------- | --------- | --------- | --------- | --------- | --------- |
| 36        |           | 1         | 2         | 3         | 4         | 5         | 6         |
| 37        | 7         | 8         | 9         | 10        | 11        | 12        | 13        |
| 38        | 14        | 15        | 16        | 17        | 18        | 19        | 20        |
| 39        | 21        | 22        | 23        | 24        | 25        | 26        | 27        |
| 40        | 28        | 29        | 30        |           |           |           |           |

| Oktober | Oktober | Oktober | Oktober | Oktober | Oktober | Oktober | Oktober |
| Kw      | Mo      | Di      | Mi      | Do      | Fr      | Sa      | So      |
| ------- | ------- | ------- | ------- | ------- | ------- | ------- | ------- |
| 40      |         |         |         | 1       | 2       | 3       | 4       |
| 41      | 5       | 6       | 7       | 8       | 9       | 10      | 11      |
| 42      | 12      | 13      | 14      | 15      | 16      | 17      | 18      |
| 43      | 19      | 20      | 21      | 22      | 23      | 24      | 25      |
| 44      | 26      | 27      | 28      | 29      | 30      | 31      |         |

| November | November | November | November | November | November | November | November |
| Kw       | Mo       | Di       | Mi       | Do       | Fr       | Sa       | So       |
| -------- | -------- | -------- | -------- | -------- | -------- | -------- | -------- |
| 44       |          |          |          |          |          |          | 1        |
| 45       | 2        | 3        | 4        | 5        | 6        | 7        | 8        |
| 46       | 9        | 10       | 11       | 12       | 13       | 14       | 15       |
| 47       | 16       | 17       | 18       | 19       | 20       | 21       | 22       |
| 48       | 23       | 24       | 25       | 26       | 27       | 28       | 29       |
| 49       | 30       |          |          |          |          |          |          |

| Dezember | Dezember | Dezember | Dezember | Dezember | Dezember | Dezember | Dezember |
| Kw       | Mo       | Di       | Mi       | Do       | Fr       | Sa       | So       |
| -------- | -------- | -------- | -------- | -------- | -------- | -------- | -------- |
| 49       |          | 1        | 2        | 3        | 4        | 5        | 6        |
| 50       | 7        | 8        | 9        | 10       | 11       | 12       | 13       |
| 51       | 14       | 15       | 16       | 17       | 18       | 19       | 20       |
| 52       | 21       | 22       | 23       | 24       | 25       | 26       | 27       |
| 53       | 28       | 29       | 30       | 31       |          |          |          |

| Januar | Januar | Januar | Januar | Januar | Januar | Januar | Januar |
| Kw     | Mo     | Di     | Mi     | Do     | Fr     | Sa     | So     |
| ------ | ------ | ------ | ------ | ------ | ------ | ------ | ------ |
| 1      |        |        | 1      | 2      | 3      | 4      | 5      |
| 2      | 6      | 7      | 8      | 9      | 10     | 11     | 12     |
| 3      | 13     | 14     | 15     | 16     | 17     | 18     | 19     |
| 4      | 20     | 21     | 22     | 23     | 24     | 25     | 26     |
| 5      | 27     | 28     | 29     | 30     | 31     |        |        |

| Februar | Februar | Februar | Februar | Februar | Februar | Februar | Februar |
| Kw      | Mo      | Di      | Mi      | Do      | Fr      | Sa      | So      |
| ------- | ------- | ------- | ------- | ------- | ------- | ------- | ------- |
| 5       |         |         |         |         |         | 1       | 2       |
| 6       | 3       | 4       | 5       | 6       | 7       | 8       | 9       |
| 7       | 10      | 11      | 12      | 13      | 14      | 15      | 16      |
| 8       | 17      | 18      | 19      | 20      | 21      | 22      | 23      |
| 9       | 24      | 25      | 26      | 27      | 28      | 29      |         |

| März | März | März | März | März | März | März | März |
| Kw   | Mo   | Di   | Mi   | Do   | Fr   | Sa   | So   |
| ---- | ---- | ---- | ---- | ---- | ---- | ---- | ---- |
| 9    |      |      |      |      |      |      | 1    |
| 10   | 2    | 3    | 4    | 5    | 6    | 7    | 8    |
| 11   | 9    | 10   | 11   | 12   | 13   | 14   | 15   |
| 12   | 16   | 17   | 18   | 19   | 20   | 21   | 22   |
| 13   | 23   | 24   | 25   | 26   | 27   | 28   | 29   |
| 14   | 30   | 31   |      |      |      |      |      |

| April | April | April | April | April | April | April | April |
| Kw    | Mo    | Di    | Mi    | Do    | Fr    | Sa    | So    |
| ----- | ----- | ----- | ----- | ----- | ----- | ----- | ----- |
| 14    |       |       | 1     | 2     | 3     | 4     | 5     |
| 15    | 6     | 7     | 8     | 9     | 10    | 11    | 12    |
| 16    | 13    | 14    | 15    | 16    | 17    | 18    | 19    |
| 17    | 20    | 21    | 22    | 23    | 24    | 25    | 26    |
| 18    | 27    | 28    | 29    | 30    |       |       |       |

| Mai | Mai | Mai | Mai | Mai | Mai | Mai | Mai |
| Kw  | Mo  | Di  | Mi  | Do  | Fr  | Sa  | So  |
| --- | --- | --- | --- | --- | --- | --- | --- |
| 18  |     |     |     |     | 1   | 2   | 3   |
| 19  | 4   | 5   | 6   | 7   | 8   | 9   | 10  |
| 20  | 11  | 12  | 13  | 14  | 15  | 16  | 17  |
| 21  | 18  | 19  | 20  | 21  | 22  | 23  | 24  |
| 22  | 25  | 26  | 27  | 28  | 29  | 30  | 31  |

| Juni | Juni | Juni | Juni | Juni | Juni | Juni | Juni |
| Kw   | Mo   | Di   | Mi   | Do   | Fr   | Sa   | So   |
| ---- | ---- | ---- | ---- | ---- | ---- | ---- | ---- |
| 23   | 1    | 2    | 3    | 4    | 5    | 6    | 7    |
| 24   | 8    | 9    | 10   | 11   | 12   | 13   | 14   |
| 25   | 15   | 16   | 17   | 18   | 19   | 20   | 21   |
| 26   | 22   | 23   | 24   | 25   | 26   | 27   | 28   |
| 27   | 29   | 30   |      |      |      |      |      |

| Juli | Juli | Juli | Juli | Juli | Juli | Juli | Juli |
| Kw   | Mo   | Di   | Mi   | Do   | Fr   | Sa   | So   |
| ---- | ---- | ---- | ---- | ---- | ---- | ---- | ---- |
| 27   |      |      | 1    | 2    | 3    | 4    | 5    |
| 28   | 6    | 7    | 8    | 9    | 10   | 11   | 12   |
| 29   | 13   | 14   | 15   | 16   | 17   | 18   | 19   |
| 30   | 20   | 21   | 22   | 23   | 24   | 25   | 26   |
| 31   | 27   | 28   | 29   | 30   | 31   |      |      |

| August | August | August | August | August | August | August | August |
| Kw     | Mo     | Di     | Mi     | Do     | Fr     | Sa     | So     |
| ------ | ------ | ------ | ------ | ------ | ------ | ------ | ------ |
| 31     |        |        |        |        |        | 1      | 2      |
| 32     | 3      | 4      | 5      | 6      | 7      | 8      | 9      |
| 33     | 10     | 11     | 12     | 13     | 14     | 15     | 16     |
| 34     | 17     | 18     | 19     | 20     | 21     | 22     | 23     |
| 35     | 24     | 25     | 26     | 27     | 28     | 29     | 30     |
| 36     | 31     |        |        |        |        |        |        |

| September | September | September | September | September | September | September | September |
| Kw        | Mo        | Di        | Mi        | Do        | Fr        | Sa        | So        |
| --------- | --------- | --------- | --------- | --------- | --------- | --------- | --------- |
| 36        |           | 1         | 2         | 3         | 4         | 5         | 6         |
| 37        | 7         | 8         | 9         | 10        | 11        | 12        | 13        |
| 38        | 14        | 15        | 16        | 17        | 18        | 19        | 20        |
| 39        | 21        | 22        | 23        | 24        | 25        | 26        | 27        |
| 40        | 28        | 29        | 30        |           |           |           |           |

| Oktober | Oktober | Oktober | Oktober | Oktober | Oktober | Oktober | Oktober |
| Kw      | Mo      | Di      | Mi      | Do      | Fr      | Sa      | So      |
| ------- | ------- | ------- | ------- | ------- | ------- | ------- | ------- |
| 40      |         |         |         | 1       | 2       | 3       | 4       |
| 41      | 5       | 6       | 7       | 8       | 9       | 10      | 11      |
| 42      | 12      | 13      | 14      | 15      | 16      | 17      | 18      |
| 43      | 19      | 20      | 21      | 22      | 23      | 24      | 25      |
| 44      | 26      | 27      | 28      | 29      | 30      | 31      |         |

| November | November | November | November | November | November | November | November |
| Kw       | Mo       | Di       | Mi       | Do       | Fr       | Sa       | So       |
| -------- | -------- | -------- | -------- | -------- | -------- | -------- | -------- |
| 44       |          |          |          |          |          |          | 1        |
| 45       | 2        | 3        | 4        | 5        | 6        | 7        | 8        |
| 46       | 9        | 10       | 11       | 12       | 13       | 14       | 15       |
| 47       | 16       | 17       | 18       | 19       | 20       | 21       | 22       |
| 48       | 23       | 24       | 25       | 26       | 27       | 28       | 29       |
| 49       | 30       |          |          |          |          |          |          |

| Dezember | Dezember | Dezember | Dezember | Dezember | Dezember | Dezember | Dezember |
| Kw       | Mo       | Di       | Mi       | Do       | Fr       | Sa       | So       |
| -------- | -------- | -------- | -------- | -------- | -------- | -------- | -------- |
| 49       |          | 1        | 2        | 3        | 4        | 5        | 6        |
| 50       | 7        | 8        | 9        | 10       | 11       | 12       | 13       |
| 51       | 14       | 15       | 16       | 17       | 18       | 19       | 20       |
| 52       | 21       | 22       | 23       | 24       | 25       | 26       | 27       |
| 53       | 28       | 29       | 30       | 31       |          |          |          |

## Ereignisse

### Politik und Weltgeschehen

#### Afrika
- 2. Januar: Der Jameson Raid, ein Einfall britischer Truppen in das Gebiet der Südafrikanischen Republik, endet nach Gegenwehr der Buren in einem Fehlschlag.
- 3. Januar: Kaiser Wilhelm II. versendet die so genannte Krüger-Depesche an den Präsidenten von Transvaal, Paulus Ohm Krüger und verursacht eine schwere Verstimmung in den diplomatischen Beziehungen zwischen dem Deutschen Reich und Großbritannien.
- 1. März: In der Schlacht von Adua schlägt die äthiopischen Armee unter Kaiser (Negus Negest) Menelik II. die italienischen Invasionstruppen.
- 7. Juni: In der Schlacht von Firket siegt eine angloägyptische Armee unter Horatio Herbert Kitchener. Die Schlacht stellt den Höhepunkt der Dongola-Expedition gegen den Mahdi-Aufstand dar.
- 6. August: Das französische Protektorat Madagaskar wird zur Kolonie umgewandelt.
- 27. August: Sansibar und Großbritannien führen für 38 Minuten Krieg. Dieser Britisch-Sansibarische Krieg ist der kürzeste Krieg in der Weltgeschichte.
- 23. September: Die Stadt Dongola im Sudan wird von dem zur Bekämpfung des Mahdi-Aufstands eingesetzten britischen Korps nach dem vorausgegangenen Sieg in der Schlacht von Firket gegen eine Streitmacht des Mahdis Muhammad Ahmad eingenommen.
- 26. Oktober: Im Vertrag von Addis Abeba muss Italien Kolonialträume in Äthiopien aufgeben.

#### Europa
- 1. Januar: Adrien Lachenal wird Bundespräsident der Schweiz.
- Mai: Aufstand der griechisch-orthodoxen Bevölkerungsmehrheit gegen die osmanische Herrschaft auf Kreta. Das Eingreifen Griechenlands löst den Türkisch-Griechischen Krieg aus.
- 1. Juli: Der Deutsche Reichstag billigt das BGB. Es wird am 18. August von Kaiser Wilhelm II. unterzeichnet und tritt am 1. Januar 1900 in Kraft.
- 26. August: Armenische Separatisten besetzen die Ottomanische Bank in Istanbul. In der Folge werden schätzungsweise 50.000 Armenier getötet.
- 9. Oktober: Der russische Zar Nikolaus II. stattet Frankreich einen Staatsbesuch ab und spricht von einer russisch-französischen Waffenbrüderschaft.
- 24. Oktober: Die Hamburger Nachrichten berichten über den geheimen Rückversicherungsvertrag des Jahres 1887 zwischen dem Deutschen Reich und Russland. Der inzwischen nicht mehr verlängerte Vertrag löst dennoch international Verstimmungen aus.

#### Asien
- 20. August: Auf den Philippinen wird gegen die Kolonialherrschaft Spaniens revoltiert. Den Behörden war die Existenz des Geheimbundes Katipunan bekannt geworden.
- 30. Dezember: Der philippinische Schriftsteller José Rizal wird wegen Anstiftung zur Rebellion und zum Verrat von einem Exekutionskommando der spanischen Kolonialmacht hingerichtet.

#### Amerika

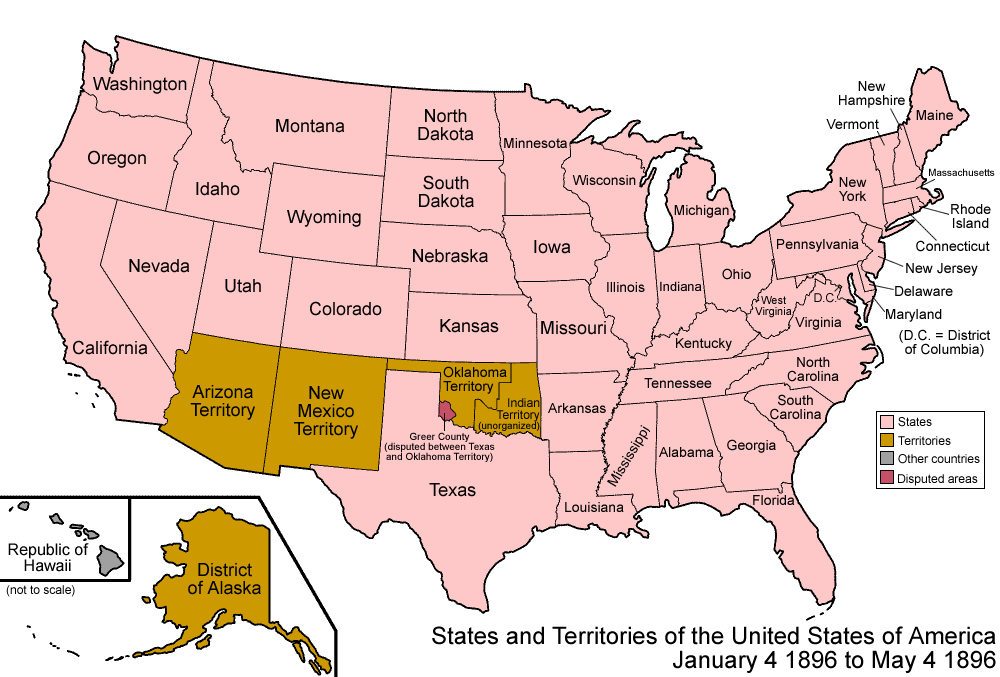
Vereinigte Staaten nach der Aufnahme Utahs

- 4. Januar: Utah, das bisherige Utah-Territorium, wird nach Einigung zwischen den dort vorherrschenden Anhängern der Kirche Jesu Christi der Heiligen der Letzten Tage und der Bundesregierung 45. Bundesstaat der Vereinigten Staaten.
- 18. Mai: Im Gerichtsfall Plessy v. Ferguson wird mit dem Urteil separate but equal die Rassentrennung in den Südstaaten der Vereinigten Staaten faktisch erlaubt.

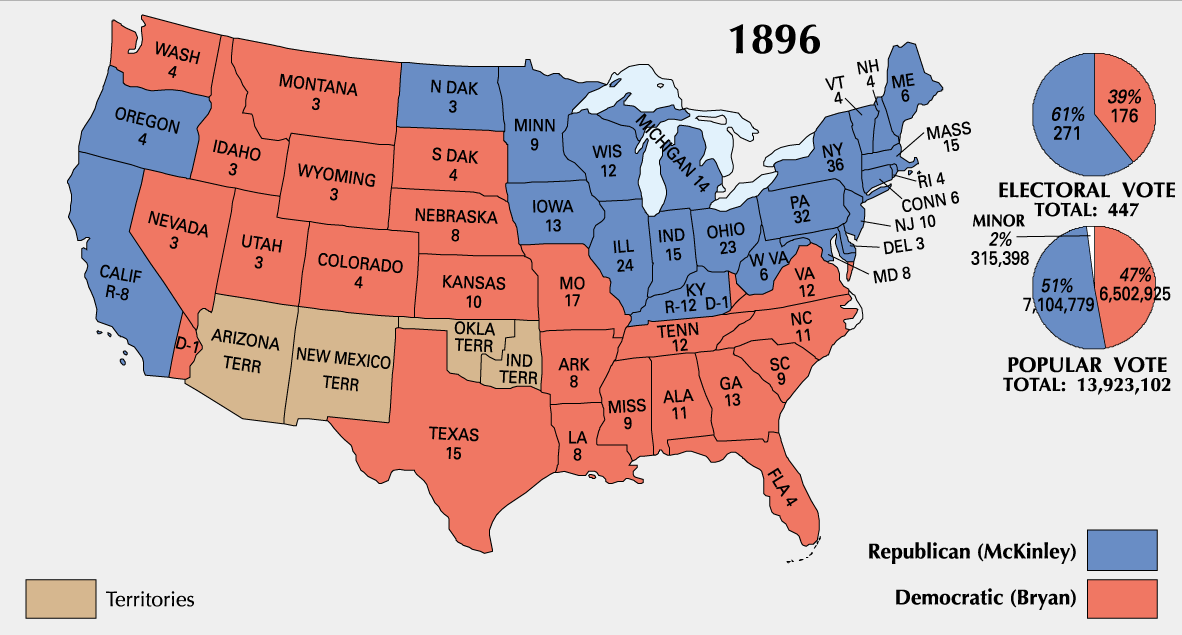
Karte des Wahlergebnisses

- 3. November: Der Republikaner William McKinley gewinnt die Präsidentschaftswahl in den Vereinigten Staaten gegen den Demokraten William Jennings Bryan. Die Wahl markiert den Beginn des Progressivismus in den USA und die Dominanz der Republikaner, die bis 1932 andauert.

#### Sonstige Ereignisse weltweit
- Theodor Herzl veröffentlicht seine Thesen zur Gründung eines jüdischen Staates.

### Wirtschaft

#### Patente
- 11. April: Das Kaiserliche Patentamt in Berlin gewährt Louis Krauß Patentschutz für seine Schaukelbadewanne.
- 11. November: Ernest Monnington Bowden beantragt in Großbritannien Patentschutz für den von ihm erfundenen Seilzug. Das Patent wird ihm am 25. September 1897 gewährt.
- 14. Dezember: Als dritte U-Bahn der Welt wird die Glasgow Underground Railway (heute: Glasgow Subway) eröffnet.
- Das Pachisi-Derivat Ludo erhält in England Patentschutz.

#### Unternehmensgründungen
- 22. Januar: Die GmbH Lenz & Co gründet die Brohlthal-Eisenbahn-Gesellschaft zum Bau einer Schmalspurbahn zwischen Brohl am Rhein und Kempenich.

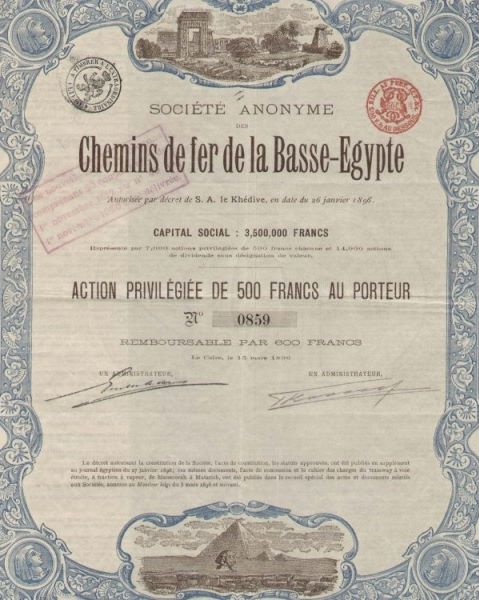
Vorzugsaktie von 1896

- 26. Januar: Der belgische Unternehmer Édouard Louis Joseph Empain gründet die Aktiengesellschaft Chemins de Fer de la Basse-Egypte, die in der Gegend um Mansurah in Unterägypten ein Netz von Schmalspurbahnen mit einer Spurweite von 1000 mm errichten soll.
- 11. März: Die Schriftgießerei von Hermann Berthold wird in die H. Berthold AG umgewandelt.
- 1. April: In Goslar wird das Unternehmen Wilhelm Weule gegründet, dem eine führende Rolle in der Fertigung von Optiken für die Befeuerung von Leuchttürmen zukommen wird.
- 3. Mai: Die Londoner Zeitung Daily Mail erscheint zum ersten Mal.
- 28. September: Charles Pathé gründet mit seinen drei Brüdern in Paris die Société Pathé Frères, ein Unternehmen zum Verkauf phonographischer Geräte. Es entwickelt sich zu einem bedeutenden Film- und Plattenproduzenten.
- 1. Oktober: Fritz Hoffmann-La Roche benennt die Basler Firma Hoffmann, Traub & Co. nach dem Ausstieg von Max Carl Traub in F. Hoffmann-La Roche & Co. um. Im selben Jahr stellt Hoffmann den Chemiker Emil Christoph Barell ein.
- 3. Dezember: Herman Hollerith gründet die Tabulating Machine Company, ein Vorgängerunternehmen von IBM.
- Philipp Helfmann wandelt das Unternehmen Gebrüder Helfmann nach dem Tod seines Bruders Balthasar in eine Aktiengesellschaft für Hoch- und Tiefbauten um.
- Armand Peugeot gründet das Unternehmen Société Anonyme des Automobiles Peugeot mit Firmensitzen in Audincourt und Lille.

#### Verkehr

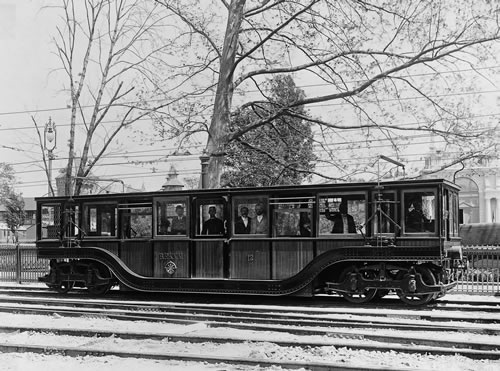
Triebwagen der Budapester U-Bahn 1896

- 2. Mai: In Budapest fährt nunmehr regelmäßig die erste auf dem europäischen Kontinent verkehrende U-Bahn.
- 9. Mai: Zwischen Ostende/Paris und Sankt Petersburg verkehrt erstmals der Nord-Express, ein Luxuszug der Compagnie Internationale des Wagons-Lits.
- 29. Juli: Die Deutsch-Anatolische Eisenbahngesellschaft nimmt den Betrieb der anatolischen Bahn zwischen Konstantinopel und Konya auf. Die Strecke wird später durch die Bagdadbahn verlängert.
- 27. September: Der österreichische Kaiser Franz Joseph I. eröffnet feierlich am Eisernen Tor den durch Regulierung der Flussstrecke gebauten Kanal, der die Schifffahrt auf der Donau erleichtert.

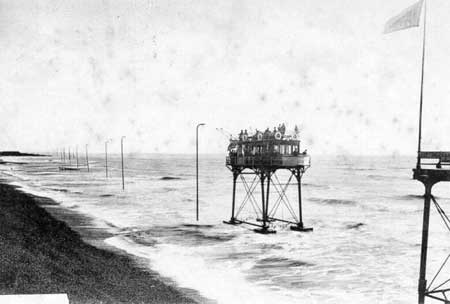
Die Brighton and Rottingdean Seashore Electric Railway

- 28. November: Die durch das Meer führende Brighton and Rottingdean Seashore Electric Railway wird eröffnet.

#### Sonstiges
- 6. April: Anlässlich der I. Olympischen Spiele wird von der ELTA eine Briefmarkenserie herausgegeben.
- 1. Mai bis 15. Oktober: Berliner Gewerbeausstellung im Treptower Park
- 16. August: George Carmack findet Gold am Klondike River in Kanadas Yukon-Territorium. Die Nachricht löst knapp ein Jahr später einen Goldrausch aus.
- 21. November: Zu einer der größten Arbeitsniederlegungen im Deutschen Reich entwickelt sich der einsetzende Hafenarbeiterstreik in Hamburg.
- Bau der Gasometer in Wien

### Wissenschaft und Technik
- 23. Januar: Vor der Physikalisch-Medizinischen Gesellschaft stellt Wilhelm Conrad Röntgen die von ihm entdeckten X-Strahlen vor. Bei der Vorführung wird Albert von Köllikers Hand als Demonstrationsobjekt verwendet.
- Februar: In Irland wird der aus der Eisenzeit stammende Hort von Broighter entdeckt.
- 1. März: Bei der Entwicklung von Fotoplatten eines Versuchs zur Röntgenstrahlung entdeckt Antoine Henri Becquerel die Radioaktivität.
- 2. Juni: Guglielmo Marconi beantragt das britische Patent Nummer 12.039 auf seine Erfindung eines Apparates zur Übertragung elektrischer Impulse und Signale, den Grundlagen für ein Radio. Zu dessen Erfinder wurde aber später von einem US-Gericht Nikola Tesla erklärt.
- 27. Juli: Der Bau der von Adolf Guyer-Zeller finanzierten Jungfraubahn, einer Zahnradbahn im Berner Oberland von der Kleinen Scheidegg durch Eiger und Mönch bis auf das Jungfraujoch, beginnt.

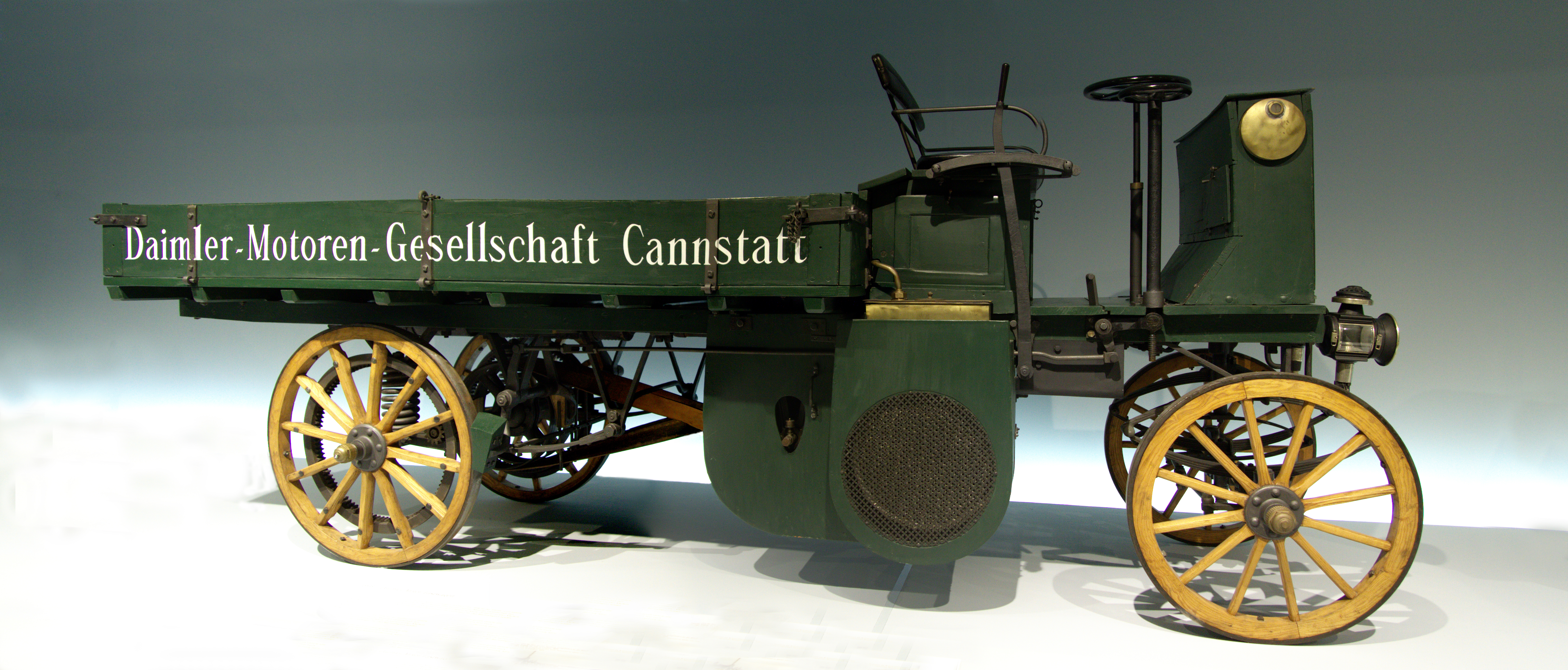
Daimler Motor-Lastwagen Bestell-Nr. 81 (1896)

- Gottlieb Daimler baut in Cannstatt bei Stuttgart den weltweit ersten motorisierten Lastwagen, den Daimler Motor-Lastwagen, deren erstes Exemplar mit der Bestell-Nr. 81 die Daimler-Motoren-Gesellschaft am 1. Oktober an das British Motor Syndicate in London verkauft.
- Am 31. Oktober reicht Pieter Zeeman bei der Amsterdamer Akademie den ersten seiner insgesamt fünf Aufsätze ein, in dem er darstellt, dass sich die Spektrallinien einer Lichtquelle im starken Magnetfeld in mehrere polarisierte Komponenten aufspalten. Durch dieses Phänomen, das als normaler Zeeman-Effekt bezeichnet wird, bestätigte er die Elektronentheorie der Wechselwirkung von Licht und Materie seines Lehrers Hendrik Antoon Lorentz.
- 29. November: Der italienische Arzt Scipione Riva-Rocci konzipiert ein Quecksilber-Blutdruckmessgerät mit Armmanschette.
- Wilhelm Wien entwickelt das wiensche Strahlungsgesetz.

### Kultur

#### Bildende Kunst

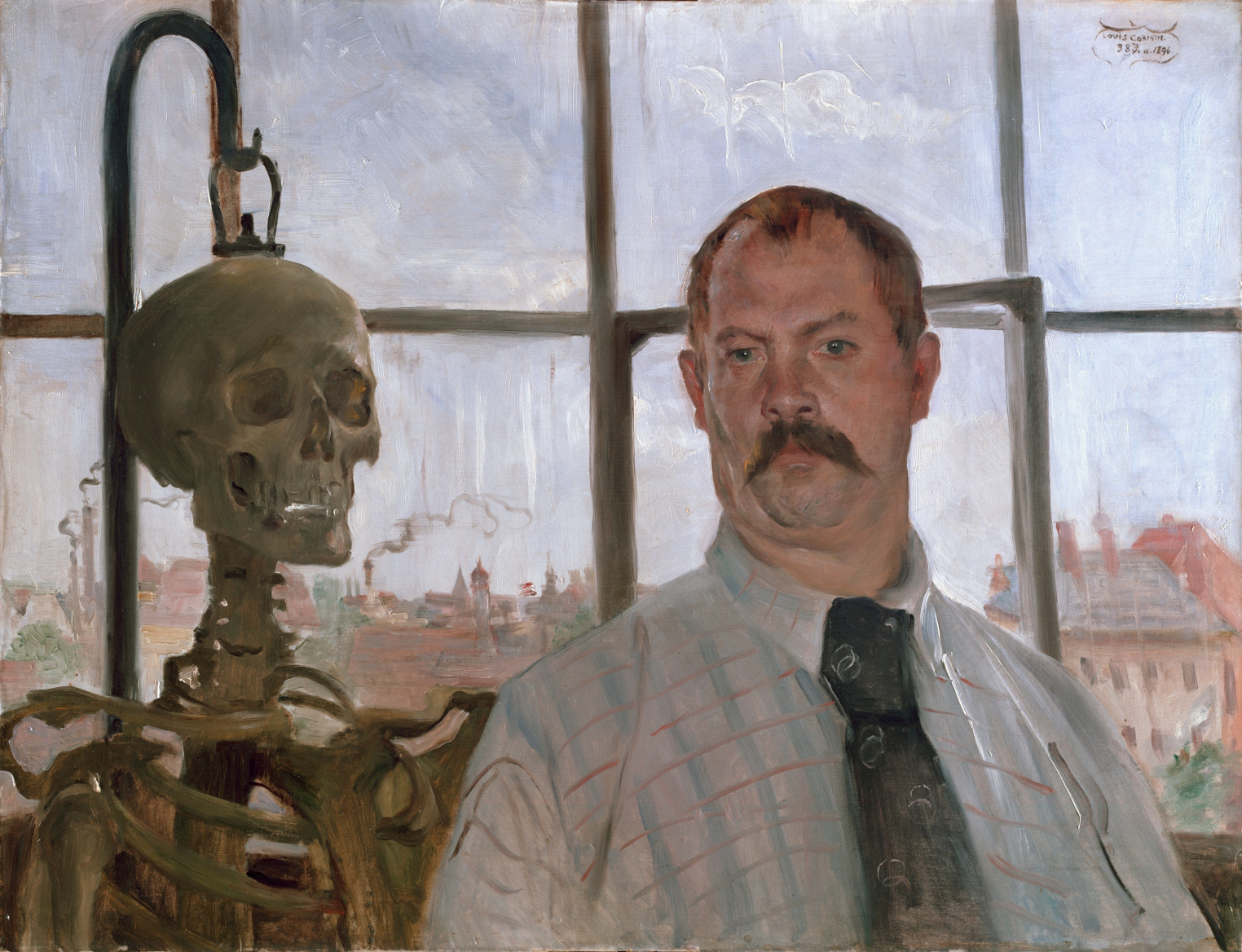
Selbstporträt mit Skelett

- Lovis Corinth malt das Gemälde Selbstporträt mit Skelett.

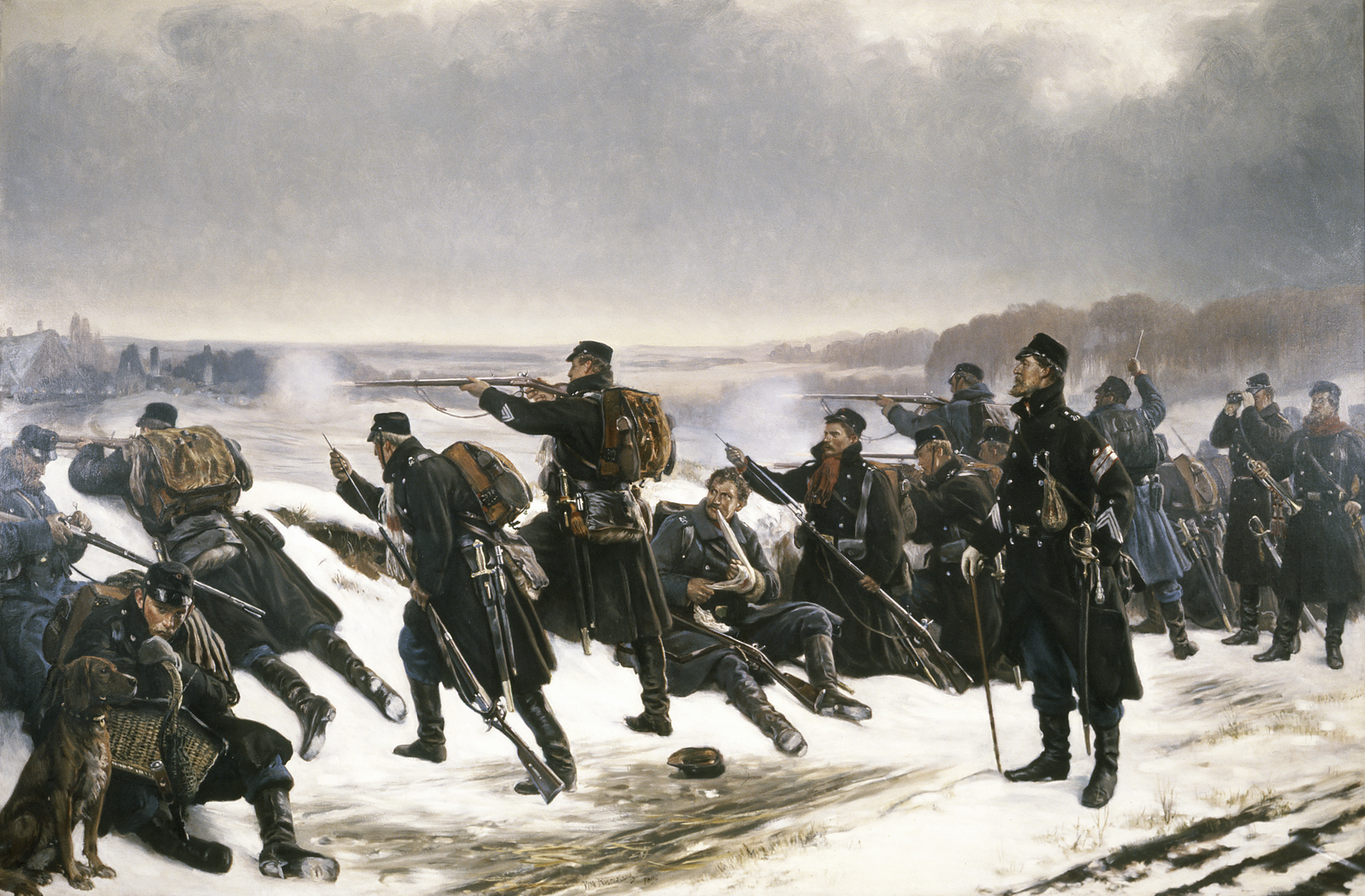
Fra forposterne 1864

- Vilhelm Rosenstand malt das Gemälde Fra forposterne 1864.
- Gründung der Chase School of Art

#### Film
- 14. Januar: In der Royal Photographic Society in London wird der erste in Großbritannien gezeigte Film vorgeführt. Der einminütige Stummfilm Rough Sea at Dover präsentiert Wellen und eine stürmische See vor Dover.
- 20. März: Die erste belegte öffentliche Filmaufführung Österreichs findet in der Wiener Lehr- und Versuchsanstalt für Photographie und Reproduktionsverfahren durch die Gebrüder Lumière statt.

#### Literatur

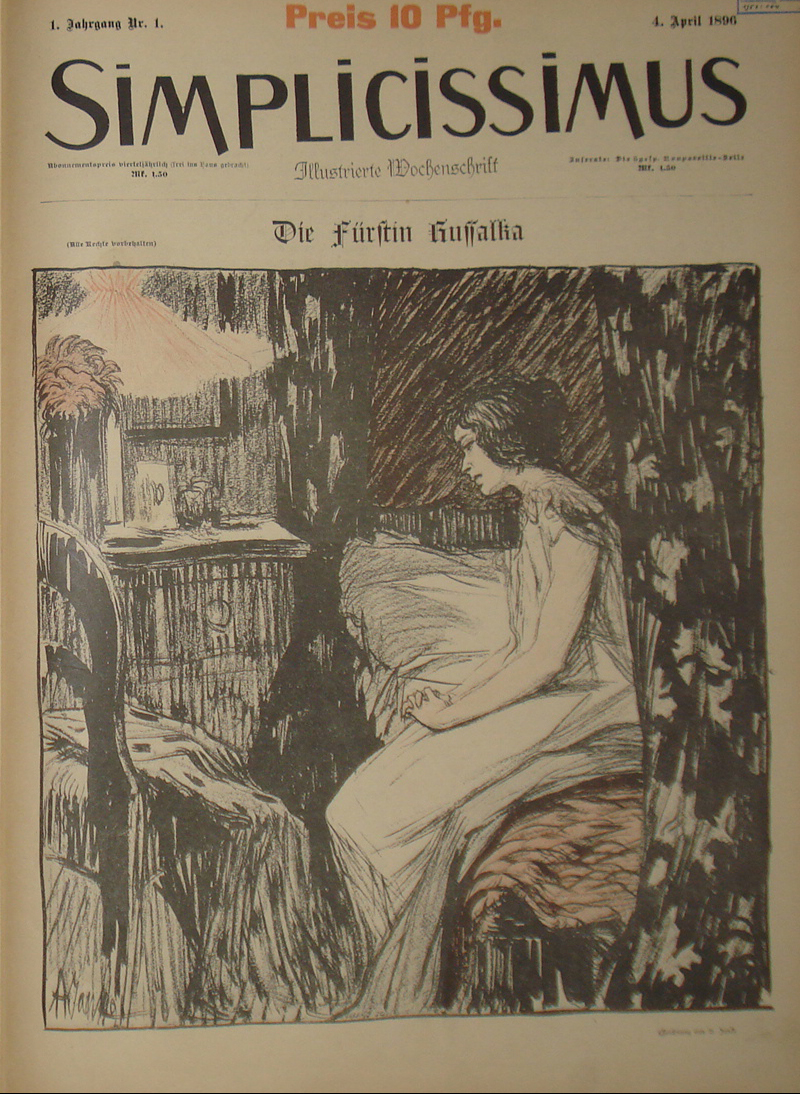
Titelblatt der ersten Ausgabe des Simplicissimus

Jugend, 1896

#### Musik und Theater
- 4. Januar: Gerhart Hauptmanns historisches Revolutionsdrama Florian Geyer hat seine Uraufführung unter der Regie von Emil Lessing am Deutschen Theater Berlin. Emanuel Reicher ist in der Titelrolle zu sehen. Die Kritiken sind vernichtend.
- 29. Januar: Die Uraufführung der Oper Kudrun von Hans Huber auf das Libretto von Stephan Born findet in Basel statt.

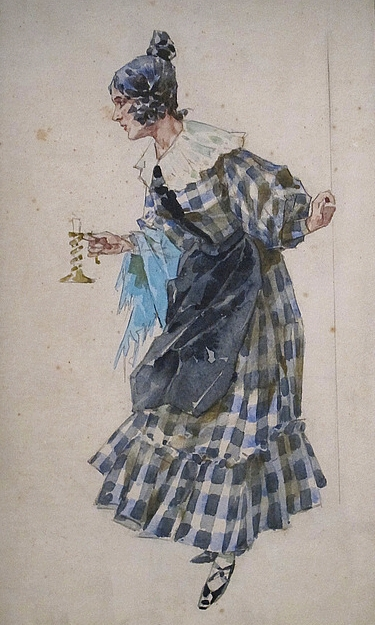
Cesira Ferrani als Mimì, Kostümentwurf für die Uraufführung von Adolfo Hohenstein

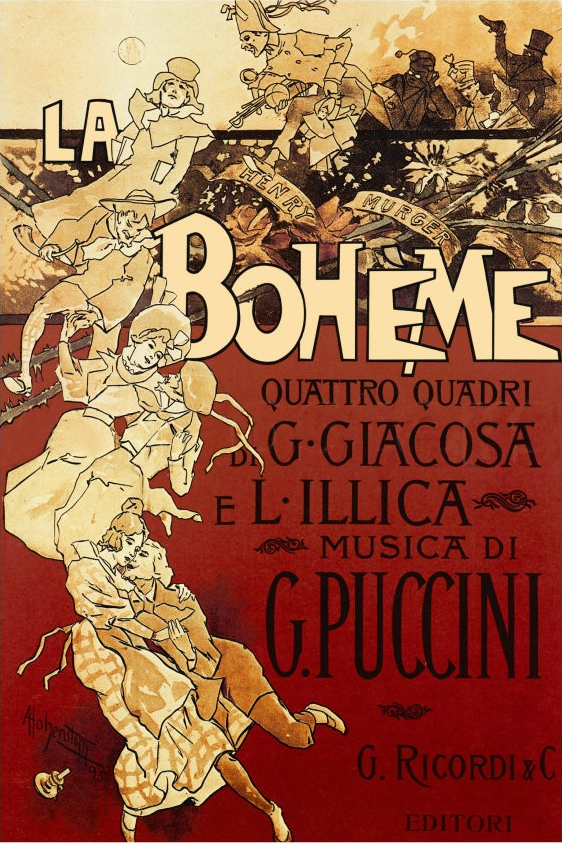
Plakat für La Bohème aus dem Jahr 1896

- 1. Februar: Die Oper La Bohème von Giacomo Puccini mit dem Libretto von Luigi Illica und Giuseppe Giacosa nach dem Roman Les scènes de la vie de bohème von Henri Murger hat ihre Uraufführung am Teatro Regio in Turin unter der Leitung von Arturo Toscanini. Cesira Ferrani singt den Part der Mimì. Trotz schlechter Kritiken nach der Uraufführung wird die dem Verismo nahestehende Oper ein Welterfolg.
- 21. März: Uraufführung der Oper Das Heimchen am Herd von Karl Goldmark an der Hofoper in Wien
- 20. April: Uraufführung der Operette El Capitan von John Philip Sousa am Tremont-Theatre in Boston
- 25. April: Die Operette Die Geisha von Sidney Jones hat ihre Uraufführung am Daly’s Theatre in London.
- 7. Juni: Die Oper Der Corregidor von Hugo Wolf nach einem Libretto von Rosa Mayreder wird mit großem Erfolg in Mannheim uraufgeführt.
- 23. September: Die Uraufführung der Oper Der vierjährige Posten von Franz Schubert erfolgt fast 68 Jahre nach dem Tod des Komponisten an der Hofoper in Dresden.
- 1. Oktober: In Berlin nimmt das Theater des Westens mit dem Märchenschauspiel Tausendundeine Nacht seinen Betrieb auf.
- 21. Oktober: Uraufführung der Opéra-comique La poupée von Edmond Audran am Théâtre de la Gaîté in Paris
- 7. November: Uraufführung der Oper Jungfruburen (Mädchenkammer) von Jean Sibelius in Helsinki
- 9. November: Uraufführung der Oper Jungfru i Tornet (Die Jungfrau im Turm) von Jean Sibelius in Helsinki
- 27. November: Uraufführung des lyrischen Dramas Kukuška von Franz Lehár in Leipzig
- 27. November: Die symphonische Dichtung Also sprach Zarathustra von Richard Strauss nach dem gleichnamigen Werk von Friedrich Nietzsche wird durch das Frankfurter städtische Orchester unter Leitung des Komponisten im Rahmen der Museumskonzerte an der Frankfurter Oper uraufgeführt.
- 2. Dezember: Uraufführung des Märchendramas Die versunkene Glocke von Gerhart Hauptmann

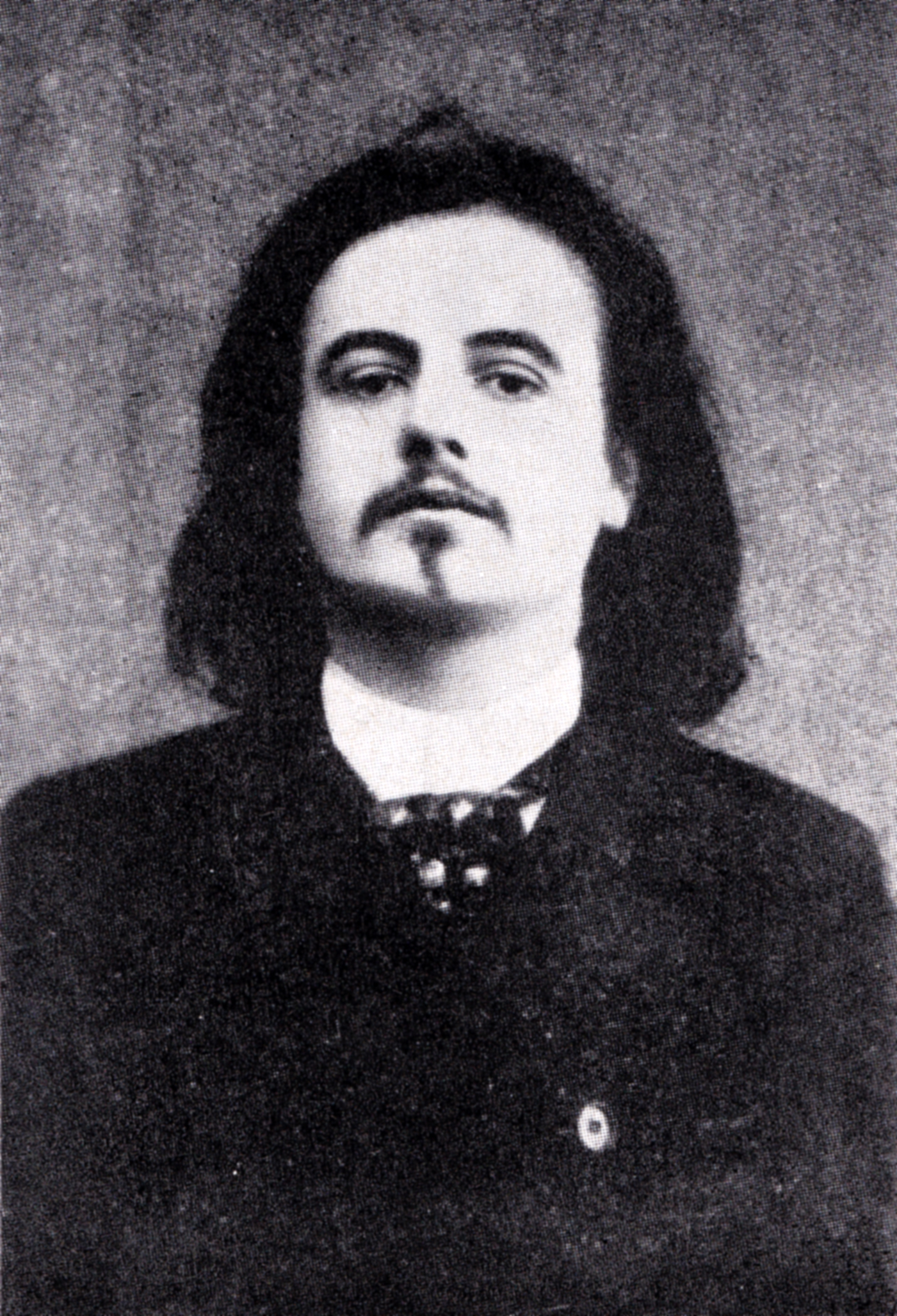
Alfred Jarry 1896

- 10. Dezember: Die Uraufführung des Theaterstücks Ubu roi von Alfred Jarry am Théâtre de L’Œuvre in Paris verursacht einen Skandal und muss bereits nach dem ersten Wort für mehrere Minuten unterbrochen werden. Das Stück, das als Vorläufer für das Absurde Theater gesehen werden kann, wird anschließend von Surrealisten und Dadaisten gefeiert und in zahlreiche Sprachen übersetzt.
- 25. Dezember: John Philip Sousa komponiert Stars and Stripes Forever, die heimliche US-Nationalhymne.
- 31. Dezember: Das mit Mitteln des Kautschukbooms finanzierte Opernhaus Teatro Amazonas im brasilianischen Manaus wird eingeweiht. Die erste Opernaufführung erfolgt am 7. Januar 1897.

#### Sonstiges
- 18. Juni: Das Kyffhäuserdenkmal wird auf dem Berg Kyffhäuser in Thüringen eingeweiht.
- 18. Oktober: Feierliche Enthüllung des Westfälischen Provinzialdenkmals Kaiser Wilhelm I. an der Porta Westfalica
- Im englischen Blackpool wird der Freizeitpark Blackpool Pleasure Beach eröffnet.
- Gründung der Wandervogel-Vereinigung, die zum wichtigsten Träger der Jugendbewegung wird.

### Gesellschaft
- 17. August: In London wird Bridget Driscoll das erste Todesopfer in einem Verkehrsunfall, an dem ein Automobil beteiligt ist.

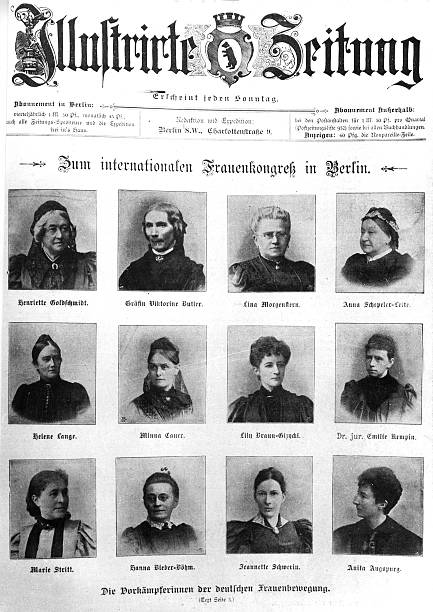
Berliner Illustrirte Zeitung vom 20. September, mit Fotos einiger Frauen

- 19. bis 26. September: An dem von Lina Morgenstern und Minna Cauer organisierten Berliner Frauenkongress nehmen mehr als 1000 Frauen aus Europa und den USA teil. Bereits wenige Wochen nach dem Frauenkongress gründet sich der Verein zur Verbesserung der Frauenkleidung. Dieser setzt sich sehr aktiv für die Verbreitung der praktischen Reformkleidung ein.

### Religion
- 29. Juni: Papst Leo XIII. stellt Einheit und Einzigartigkeit der Kirche in den Mittelpunkt der Enzyklika Satis cognitum. Ihr zufolge geht, wer abseits der Kirche Christi lebe, dem Verderben entgegen.
- 20. September: Papst Leo XIII. gibt eine weitere Enzyklika zum Rosenkranzgebet heraus, die den Titel Fidentem piumque animum trägt.

### Katastrophen
- 15. Juni: In Japan sterben durch einen Tsunami, ausgelöst durch das Meiji-Sanriku-Erdbeben, über 27.000 Menschen.
- 16. Juni: Der britische Passagierdampfer Drummond Castle kollidiert vor der französischen Insel Ouessant mit einem Riff und sinkt innerhalb weniger Minuten. Nur drei der 246 Passagiere und Besatzungsmitglieder überleben.
- 8. Dezember: Das Passagierschiff Salier des Norddeutschen Lloyd prallt vor Cabo Corrubedo (Nordspanien) im Sturm auf ein Riff und sinkt, alle 279 Menschen an Bord kommen um.

Kleinere Unglücksfälle sind in den Unterartikeln von Katastrophe und in der Liste von Katastrophen aufgeführt.

### Sport

#### Olympische Spiele

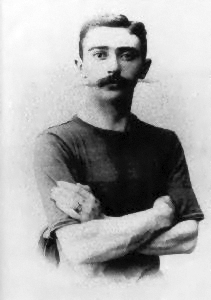
Pierre de Coubertin, Gründer der Olympischen Spiele der Neuzeit

- 6. April bis 15. April: In Athen finden die von Pierre de Coubertin initiierten I. Olympischen Spiele der Neuzeit statt. Nur Männer sind zur Teilnahme berechtigt. Es werden 43 Wettbewerbe in 9 Sportarten/10 Disziplinen ausgetragen.
- 6. April: Erster Olympiasieger der Neuzeit wird der US-Amerikaner James Connolly, der den Dreisprungbewerb mit über einem Meter Vorsprung für sich entscheidet.

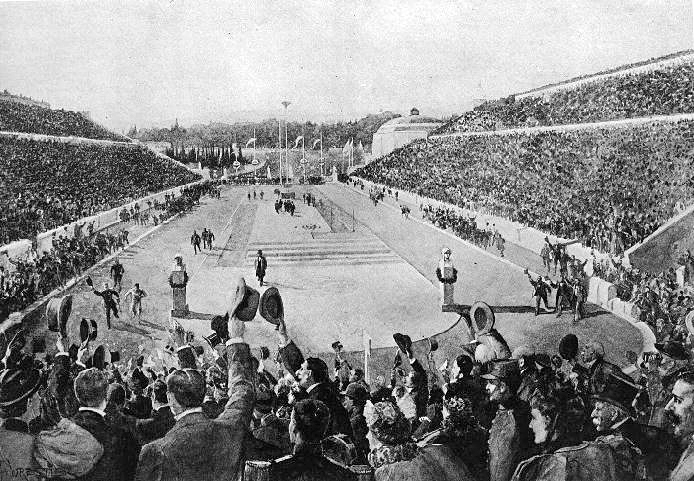
Spyridon Louis beim Zieleinlauf

- 10. April: Spyridon Louis wird Olympiasieger im ersten neuzeitlichen Marathonlauf in 2:58:50 Stunden.
- 11. April: Der deutsche Turner Carl Schuhmann gewinnt den einzigen Wettbewerb im Ringen, die offene Gewichtsklasse im griechisch-römischen Stil.
- 13. April: Das 12-Stunden-Rennen im Bahnradsport ist die letzte Disziplin bei den Olympischen Spielen 1896. Sieger wird der Österreicher Adolf Schmal.
- 15. April: Mit der Schlussfeier enden die I. Olympischen Spiele der Neuzeit.

#### Weitere Sportereignisse
- 4. Januar: Schachweltmeister Emanuel Lasker besiegt in der entscheidenden Partie des Viermeister-Turniers von Sankt Petersburg den führenden Harry Nelson Pillsbury.
- 9. Februar: In Sankt Petersburg findet von der Internationalen Eiskunstlaufunion organisiert die erste Weltmeisterschaft im Eiskunstlauf statt. Erster Sieger in dem anfangs nur für Herren konzipierten Wettbewerb wird der Deutsche Gilbert Fuchs.

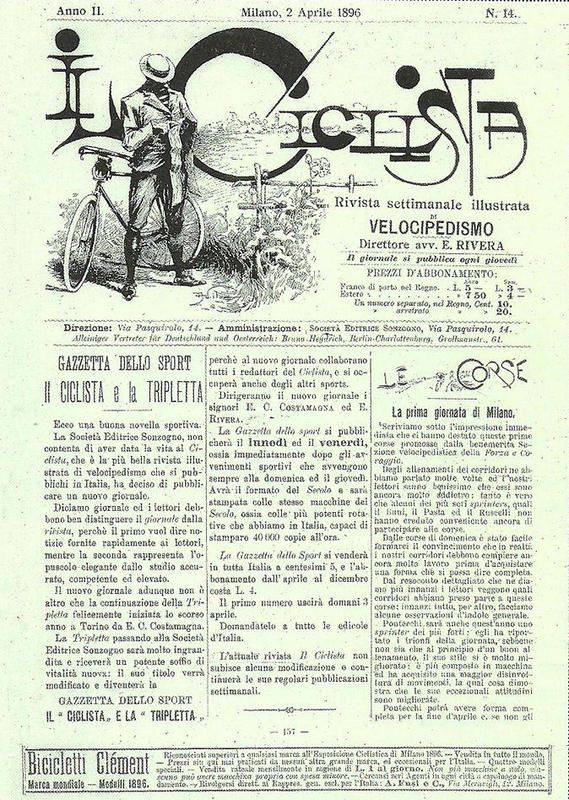
Il Ciclista, eine Beilage des Corriere della Sera vom 2. April, kündigt La Gazzetta dello Sport an.

- 3. April: La Gazzetta dello Sport erscheint erstmals, herausgegeben von Eugenio Camillo Costamagna.
- 12. April: In Hannover wird der Hannoversche Fußball-Club von 1896 gegründet, wo allerdings trotz des Namens erst nur Rugby gespielt wird. Erst 1899 wendet sich der Verein tatsächlich dem Fußball zu.
- 18. April: Gründung des FC Winterthur. Ursprünglich als Excelsior FC Winterthur gegründet, nahm er am 16. Juli des gleichen Jahrs den Namen FC Winterthur an, der aber in der späteren Geschichte aufgrund von Vereinsfusionen zwischenzeitlich wieder abgeändert wurde.

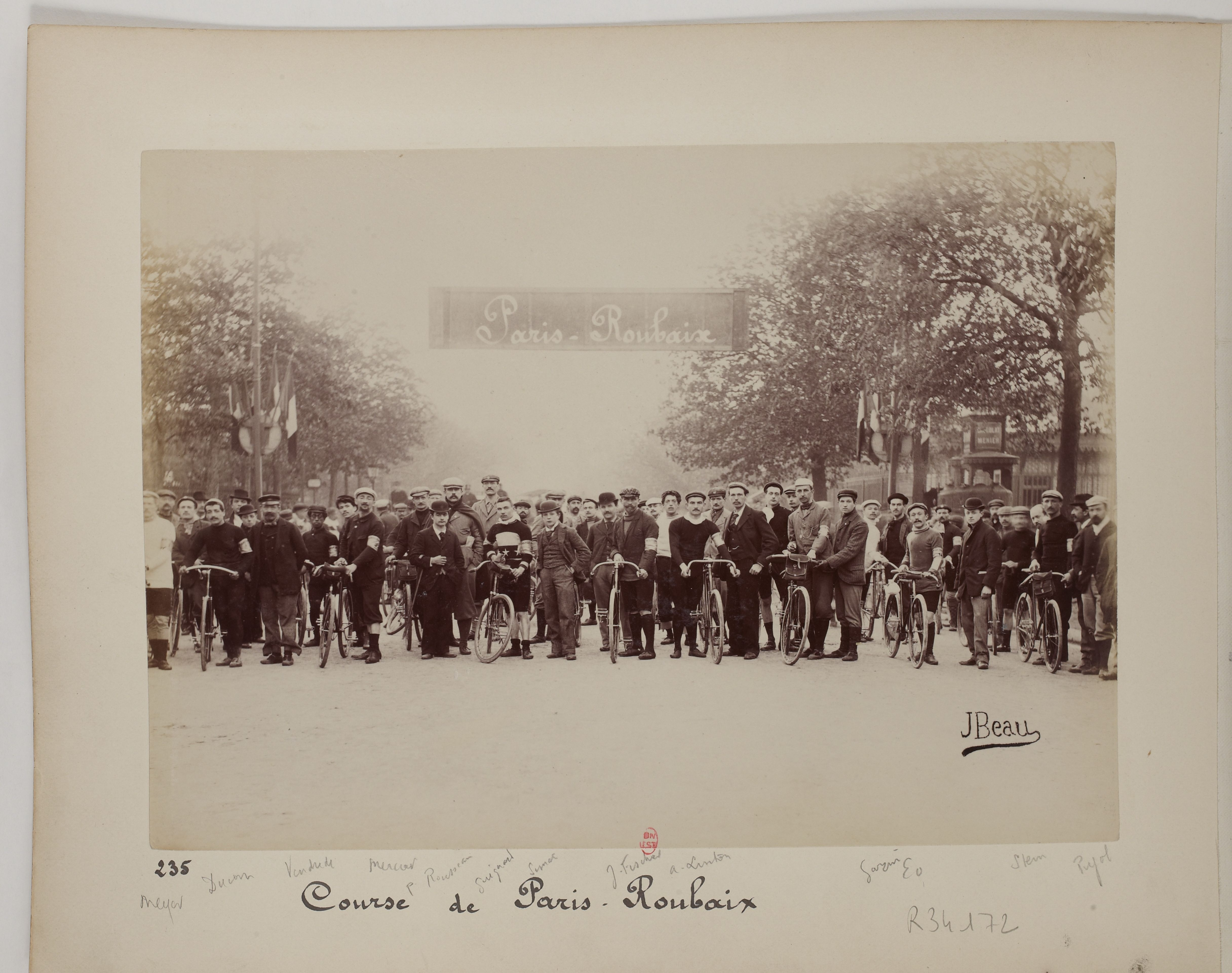
Vor dem Start des Rennens in Paris

- 19. April: Der deutsche Josef Fischer gewinnt die erste Austragung von Paris–Roubaix.
- 28. Juni: In Bern wird die Schweizerische Lawn Tennis Association gegründet, der erste nationale Tennisverband in Kontinentaleuropa. Ziel ist es, die Turnierszene zu reglementieren und eine Schweizer Meisterschaft auszuspielen.
- 16. Juli: Gründung des VfL Halle 1896 in Halle an der Saale
- 1. August: Der Fussballclub Zürich FCZ wird in der Stadt Zürich gegründet.
- 20. September: Auf der Strecke Paris–Nantes–Paris wird von acht Teilnehmern das erste Motorradrennen der Welt ausgetragen.
- 1. Oktober: Gründung des VfR Heilbronn

## Historische Karten und Ansichten

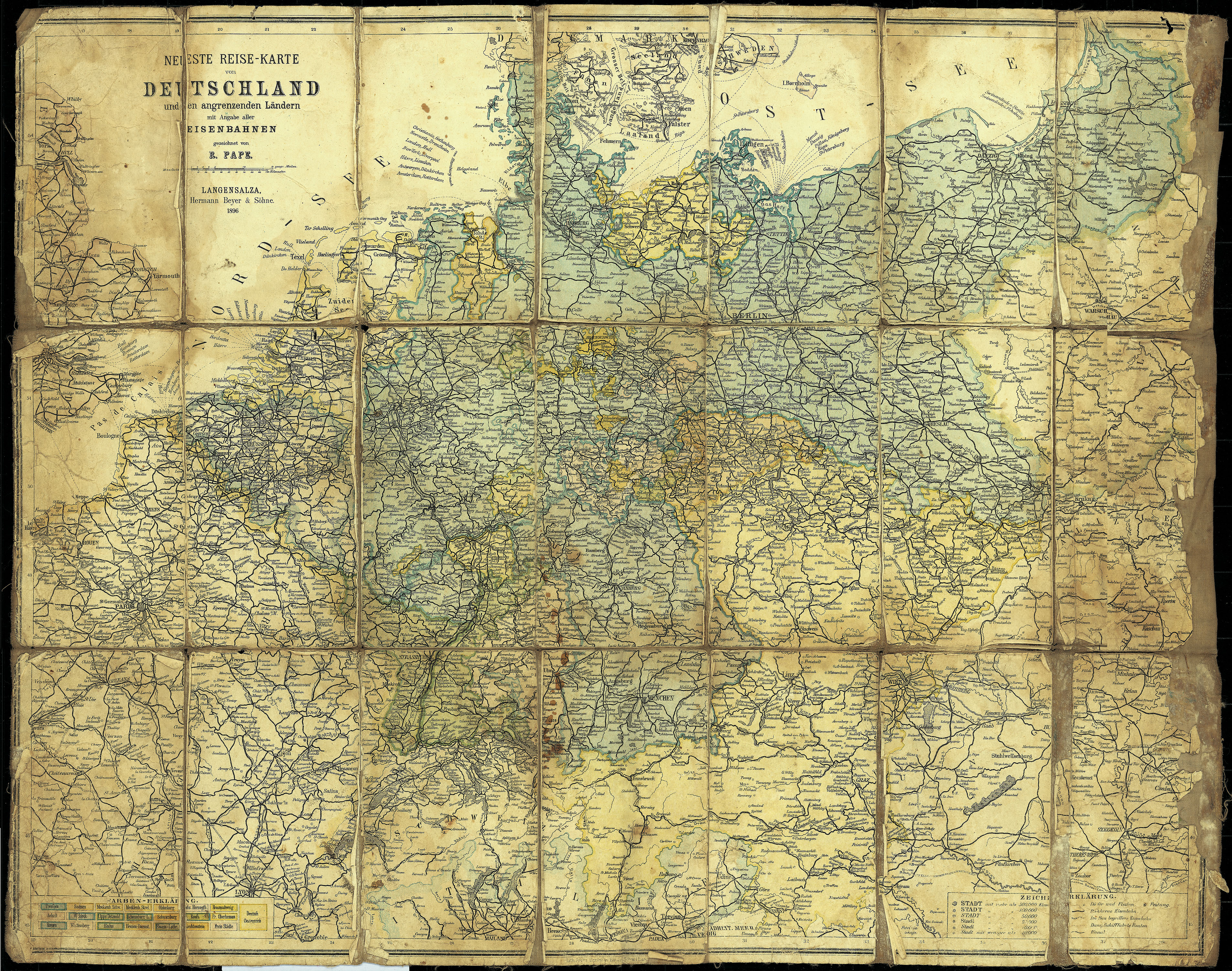
Das deutsche Eisenbahnnetz 1896

## Geboren

### Januar
- 02. Januar: Dsiga Wertow, russischer Regisseur († 1954)
- 04. Januar: Everett Dirksen, US-amerikanischer Politiker († 1969)
- 04. Januar: André Masson, französischer Maler († 1987)
- 06. Januar: Erhard Mayke, deutscher Eisschnellläufer († 1962)
- 07. Januar: Joe Ball, US-amerikanischer Serienmörder († 1938)
- 07. Januar: Willi Eichler, deutscher Journalist und Politiker († 1971)
- 07. Januar: Amedée Rossi, französischer Automobilrennfahrer († 1963)
- 07. Januar: Willy Sachse, deutscher Sozialist und Kommunist, der im Ersten Weltkrieg und gegen den Nationalsozialismus Widerstand leistete († 1944)
- 09. Januar: Warwick Braithwaite, neuseeländischer Dirigent († 1971)
- 10. Januar: Lya de Putti, ungarische Schauspielerin († 1931)
- 11. Januar: Heinrich Stuhlfauth, deutscher Fußballspieler († 1966)
- 12. Januar: Keen Johnson, US-amerikanischer Politiker († 1970)
- 12. Januar: David Wechsler, US-amerikanischer Psychologe († 1981)
- 14. Januar: John Dos Passos, US-amerikanischer Schriftsteller († 1970)
- 14. Januar: Kurt Guggenheim, Schweizer Schriftsteller († 1983)
- 15. Januar: Maurice Faure, französischer Flieger und Automobilrennfahrer († 1965)
- 15. Januar: Jacobo Ficher, argentinischer Komponist († 1978)
- 16. Januar: Ferdinand May, deutscher Möbelhändler, Dramaturg und Autor († 1977)
- 16. Januar: Robert Meyn, deutscher Schauspieler, Theaterintendant († 1972)
- 18. Januar: Ville Ritola, finnischer Leichtathlet und Olympiasieger († 1982)
- 19. Januar: Walter Schroeder, deutscher General († 1968)
- 20. Januar: George Burns, US-amerikanischer Schauspieler († 1996)
- 21. Januar: Artur Anders, deutscher Politiker und MdB († 1976)
- 21. Januar: Paula Hitler, Schwester von Adolf Hitler († 1960)
- 21. Januar: Philipp Daub, Oberbürgermeister von Magdeburg († 1976)
- 22. Januar: Helmut Berve, deutscher Althistoriker, Epigraph und Prosopograph († 1979)
- 22. Januar: Norman Thomas Gilroy, australischer römisch-katholischer Geistlicher, Erzbischof von Sydney und Kardinal († 1977)
- 23. Januar: Charlotte, Luxemburger Großherzogin († 1985)
- 24. Januar: Theodor Graf von Sponeck, Generalleutnant der deutschen Wehrmacht († 1982)
- 24. Januar: Hermann Zorn, deutscher Chemiker († 1983)
- 25. Januar: Corb Denneny, kanadischer Eishockeyspieler († 1963)
- 29. Januar: Herbert Cysarz, sudetendeutscher Germanist († 1985)
- 30. Januar: Joseph Roth, deutscher Politiker und Märtyrer († 1945)
- 31. Januar: Josef Ackermann, deutscher Journalist († 1959)
- 31. Januar: Marianne Grunthal, deutsches NS-Opfer († 1945)
- 31. Januar: Lewis Strauss, US-amerikanischer Politiker und Vorsitzender der Atomenergiebehörde († 1974)

### Februar
- 01. Februar: Hans Grund, deutscher Generalmajor († 1976)
- 02. Februar: Kazimierz Kuratowski, polnischer Mathematiker († 1980)
- 02. Februar: Balys Sruoga, litauischer Dichter, Dramatiker, Kritiker und Literaturwissenschaftler († 1947)
- 03. Februar: Johannes Urzidil, österreichisch-tschechoslowakischer Schriftsteller († 1970)
- 04. Februar: Friedrich Glauser, Schweizer Krimi-Schriftsteller († 1938)
- 04. Februar: Friedrich Hund, deutscher Physiker († 1997)
- 06. Februar: Peter Kollwitz, deutscher Maler († 1914)
- 07. Februar: Thomas Holenstein, Schweizer Politiker († 1962)
- 07. Februar: Jacob Paludan, dänischer Schriftsteller († 1975)
- 09. Februar: John Schehr, deutscher Politiker, Parteivorsitzender der KPD († 1934)
- 09. Februar: Alberto Vargas, peruanischer Pin-Up-Zeichner († 1982)
- 10. Februar: John Harding, 1. Baron Harding of Petherton, britischer Feldmarschall und Gouverneur von Zypern († 1989)
- 10. Februar: Alister Hardy, englischer Meeresbiologe († 1985)
- 10. Februar: Willi Scharf, deutscher Geologe († 1971)
- 11. Februar: Miroslav Cikán, tschechischer Filmregisseur († 1962)
- 11. Februar: Curt von Gottberg, SS-Obergruppenführer, Massenmörder († 1945)
- 11. Februar: Aron Pollitz, Schweizer Fußballspieler († 1977)
- 12. Februar: Thomas R. Ball, US-amerikanischer Politiker († 1943)
- 13. Februar: Margarete Adler, österreichische Schwimmerin († 1990)

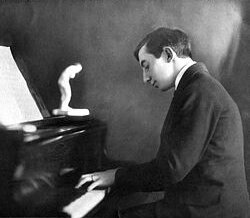
Werner Richard Heymann

- 14. Februar: Robert Battagliola, französischer Automobilrennfahrer († 1935)
- 14. Februar: Heinrich-Sigismund von der Heyde, deutscher General († 1944)
- 14. Februar: Werner Richard Heymann, deutsch-jüdischer Komponist und Dirigent († 1961)
- 16. Februar: Roberto Chery, uruguayischer Fußballtorhüter († 1919)
- 16. Februar: Carl Dreher, US-amerikanischer Tontechniker österreichischer Herkunft († 1976)
- 16. Februar: Michael Keller, deutscher römisch-katholischer Geistlicher, Bischof des Bistums Münster († 1961)
- 19. Februar: André Breton, französischer Dichter und Schriftsteller († 1966)
- 20. Februar: Henri de Lubac, französischer Theologe und Jesuit († 1991)
- 20. Februar: Olindo Raggi, italienischer Motorradrennfahrer († 1926)
- 21. Februar: Nicolai Dirdal, norwegischer Pianist und Musikpädagoge († 1991)
- 21. Februar: Josef Sellmair, deutscher Theologe und Pädagoge († 1954)
- 22. Februar: Hertha von Guttenberg, deutsche Bildhauerin († 1990)
- 22. Februar: Maurice Paz, französischer Rechtsanwalt und Politiker († 1985)
- 23. Februar: Sarah Fischer, kanadische Sängerin und Musikpädagogin († 1975)
- 23. Februar: Heribert Fischer-Geising, deutscher Maler und Zeichner († 1984)
- 23. Februar: Herbert Weichmann, Bürgermeister von Hamburg († 1983)
- 24. Februar: Richard Thorpe, US-amerikanischer Filmregisseur († 1991)
- 25. Februar: Arthur Adolph, deutscher Politiker († 1956)
- 25. Februar: Heinrich Gontermann, deutscher Jagdflieger im Ersten Weltkrieg († 1917)
- 25. Februar: Ida Noddack-Tacke, deutsche Chemikerin († 1978)
- 26. Februar: Andrei Schdanow, sowjetischer Politiker († 1948)
- 26. Februar: Arthur Walsh, US-amerikanischer Politiker († 1947)
- 28. Februar: Paul Haehling von Lanzenauer, deutscher Generalmajor († 1943)
- 28. Februar: Philip Showalter Hench, US-amerikanischer Arzt († 1965)
- 28. Februar: Frédéric de Janzé, französischer Adliger, Großwildjäger, Autorennfahrer und Autor († 1933)
- 29. Februar: Josef Autrith, österreichischer Politiker († 1934)
- 29. Februar: Wladimir Vogel, russischer Komponist († 1984)
- 29. Februar: Morarji Desai, indischer Politiker und Regierungschef († 1995)
- 29. Februar: William A. Wellman, US-amerikanischer Filmregisseur († 1975)

### März
- 01. März: Rudolf Anthes, deutscher Ägyptologe († 1985)
- 01. März: Dan A. Kimball, US-amerikanischer Politiker († 1970)
- 01. März: Dimitri Mitropoulos, griechisch-US-amerikanischer Dirigent († 1960)
- 02. März: Clair Bee, US-amerikanischer Basketballtrainer († 1983)
- 03. März: Auguste Bodoignet, französischer Automobilrennfahrer († 1938)
- 03. März: Richard Lohrmann, deutscher Forstmann und Naturschützer († 1970)
- 05. März: Kazys Viktoras Banaitis, litauischer Komponist († 1963)
- 05. März: Jan und Joël Martel (Zwillinge), französische Bildhauer, Designer und Inneneinrichter († 1966)
- 06. März: August Werner, deutscher Fußballspieler († 1968)
- 11. März: Anton Anderluh, österreichischer Volksmusiksammler († 1975)
- 11. März: Caesar von Hofacker, deutscher Widerstandskämpfer († 1944)
- 11. März: Hermann Weber, deutscher Konstrukteur und Rennfahrer († 1948)
- 12. März: Mario Astarita, italienischer Bankier und Kunstsammler († 1979)
- 13. März: Erich Sichting, deutscher Politiker, Antifaschist und Sportfunktionär († 1946)
- 12. März: Erna Gersinski, deutsche Widerstandskämpferin gegen den Nationalsozialismus († 1964)
- 14. März: Walter Krause, deutscher Fußballspieler († 1948)
- 15. März: Carl Adloff, deutscher Tischtennisfunktionär († 1981)
- 17. März: Eduard Erdmann, lettischer Komponist und Pianist († 1958)
- 17. März: Josef Sudek, tschechischer Fotograf († 1976)
- 20. März: Gilberte de Courgenay, Schweizer Kellnerin, Soldatenidol († 1957)
- 21. März: Ernst Günther Burggaller, deutscher Offizier, Motorrad- und Automobilrennfahrer († 1940)
- 21. März: Friedrich Waismann, österreichischer Mathematiker und Philosoph († 1959)
- 22. März: He Long, chinesischer Armeeführer und Politiker († 1969)
- 22. März: Pierre Jeanneret, Schweizer Architekt († 1967)
- 22. März: Albert Schnettler, deutscher Wirtschaftswissenschaftler († 1967)

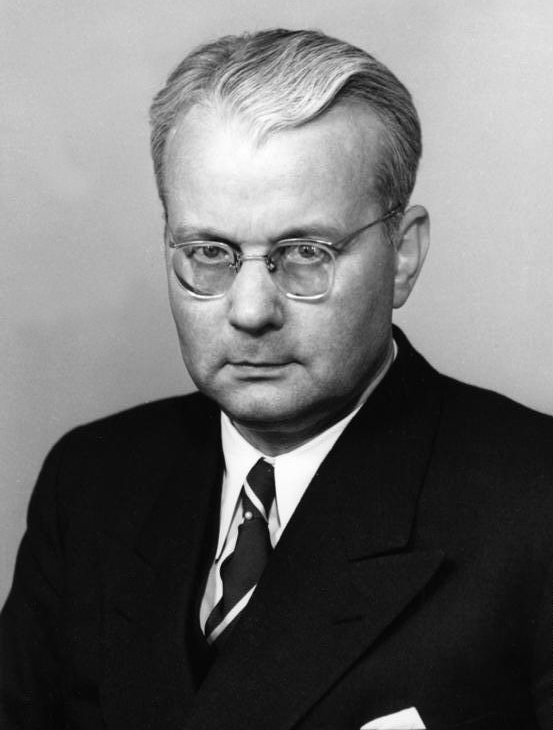
Franz Blücher, 1950

- 24. März: Franz Blücher, deutscher Politiker und Bundesminister († 1959)
- 26. März: Karl Valentin Müller, deutscher Soziologe († 1963)
- 26. März: Anton Profes, österreichischer Schlager- und Filmkomponist († 1976)
- 27. März: Paul John Kvale, US-amerikanischer Politiker († 1960)
- 27. März: Arthur Piechler, deutscher Komponist und Organist († 1974)
- 28. März: József Antall, ungarischer Jurist und Politiker († 1974)
- 28. März: Max Gebhard, deutscher Kirchenmusiker, Komponist und Musikpädagoge († 1978)
- 29. März: Karl Abetz, deutscher Forstwissenschaftler und Hochschullehrer († 1964)
- 29. März: Wilhelm Ackermann, deutscher Mathematiker († 1962)
- 31. März: Franz Krippner, österreichischer Politiker und Kaufmann († 1982)
- 31. März: Wilhelm Reichert, deutscher Ruderer

### April
- 01. April: Hanns Blaschke, Bürgermeister von Wien († 1971)
- 01. April: Serge Jaroff, US-amerikanischer Chorleiter russischer Herkunft († 1985)
- 01. April: Wilhelm Sauter, deutscher Maler und Zeichner († 1948)
- 01. April: James A. Shanley, US-amerikanischer Politiker († 1965)
- 02. April: Franciszek Raszeja, polnischer Mediziner und Hochschullehrer († 1942)
- 03. April: Wayne Norviel Aspinall, US-amerikanischer Politiker († 1983)
- 04. April: Robert Emmet Sherwood, US-amerikanischer Dramatiker und Drehbuchautor († 1955)
- 05. April: Robert Tillmanns, deutscher Politiker († 1955)
- 06. April: Leopold Mayer, österreichischer Wirtschaftswissenschaftler († 1971)
- 08. April: Karl Hermann Pillney, österreichischer Konzertpianist († 1980)
- 11. April: Wieland Herzfelde, deutscher Publizist, Autor und Verleger († 1988)
- 11. April: Ralph Hepburn, US-amerikanischer Motorrad- und Automobilrennfahrer († 1948)
- 14. April: P. C. Ettighoffer, deutscher Schriftsteller († 1975)
- 15. April: Gerhard Fieseler, deutscher Flugzeugkonstrukteur († 1987)
- 15. April: Nikolai Semjonow, russischer Physikochemiker und Nobelpreisträger († 1986)
- 16. April: Tristan Tzara, französischer Schriftsteller († 1963)
- 16. April: Árpád Weisz, ungarischer Fußballspieler und -trainer († 1944)
- 17. April: W. Kerr Scott, US-amerikanischer Politiker († 1958)
- 19. April: Esteban Canal, peruanischer Schach-Großmeister († 1981)
- 19. April: Hugo Herrmann, deutscher Komponist, Organist und Chorleiter († 1967)
- 21. April: Attila Hörbiger, österreichischer Schauspieler († 1987)
- 21. April: Russ Stein, US-amerikanischer American-Football-Spieler und Sheriff († 1970)
- 22. April: Max Ludwig, deutscher Bobfahrer († 1957)
- 22. April: Carel van Wankum, niederländischer Ruderer († 1961)
- 23. April: Dmitri Maksutow, russischer Optiker, Erfinder des Maksutov-Teleskops († 1964)
- 23. April: George Messier, französischer Chemieingenieur († 1933)
- 23. April: Charlie Rivel, spanischer Clown († 1983)
- 23. April: Vittorio Rosa, italienisch-argentinischer Automobilrennfahrer († unbekannt)
- 24. April: Robert Oelbermann, Gründer und Bundesführer des „Nerother Wandervogel“ († 1941)
- 25. April: Georg-Wilhelm Postel, General der deutschen Wehrmacht (Heer) († 1953)
- 26. April: Max Brand, österreichisch-amerikanischer Komponist, Pionier der Synthesizer- und elektronischen Musik († 1980)
- 26. April: Ernst Udet, deutscher Jagdflieger im Ersten Weltkrieg, Generalluftzeugmeister im Dritten Reich († 1941)
- 27. April: Zygmunt Berling, polnischer General und Politiker († 1980)

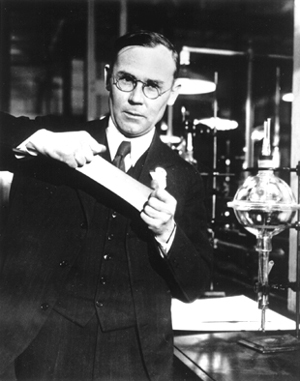
Wallace Hume Carothers

- 27. April: Wallace Hume Carothers, US-amerikanischer Chemiker († 1937)
- 29. April: Georg Friedrich Ahrens, deutscher Politiker († 1974)
- 29. April: Walter Mehring, deutscher Schriftsteller († 1981)
- 30. April: Ma Anandamayi, indische spirituelle Meisterin († 1982)
- 30. April: Gary Davis, US-amerikanischer Blues-Gitarrist († 1972)
- 30. April: Hans List, österreichischer Unternehmer († 1996)

### Mai
- 01. Mai: Karl Gustaf Emanuel Abrahamsson, schwedischer Eishockeyspieler († 1948)
- 01. Mai: Herbert Backe, deutscher Reichsminister für Ernährung († 1947)
- 01. Mai: Mark W. Clark, US-amerikanischer General († 1984)
- 01. Mai: J. Lawton Collins, US-amerikanischer 4-Sterne-General († 1987)
- 01. Mai: Heinrich Danioth, Schweizer Maler († 1953)
- 01. Mai: Herbert Tengelmann, deutscher Jurist, Kaufmann und Industrieller († 1959)
- 02. Mai: Árpád Vajda, ungarischer Schachspieler († 1967)

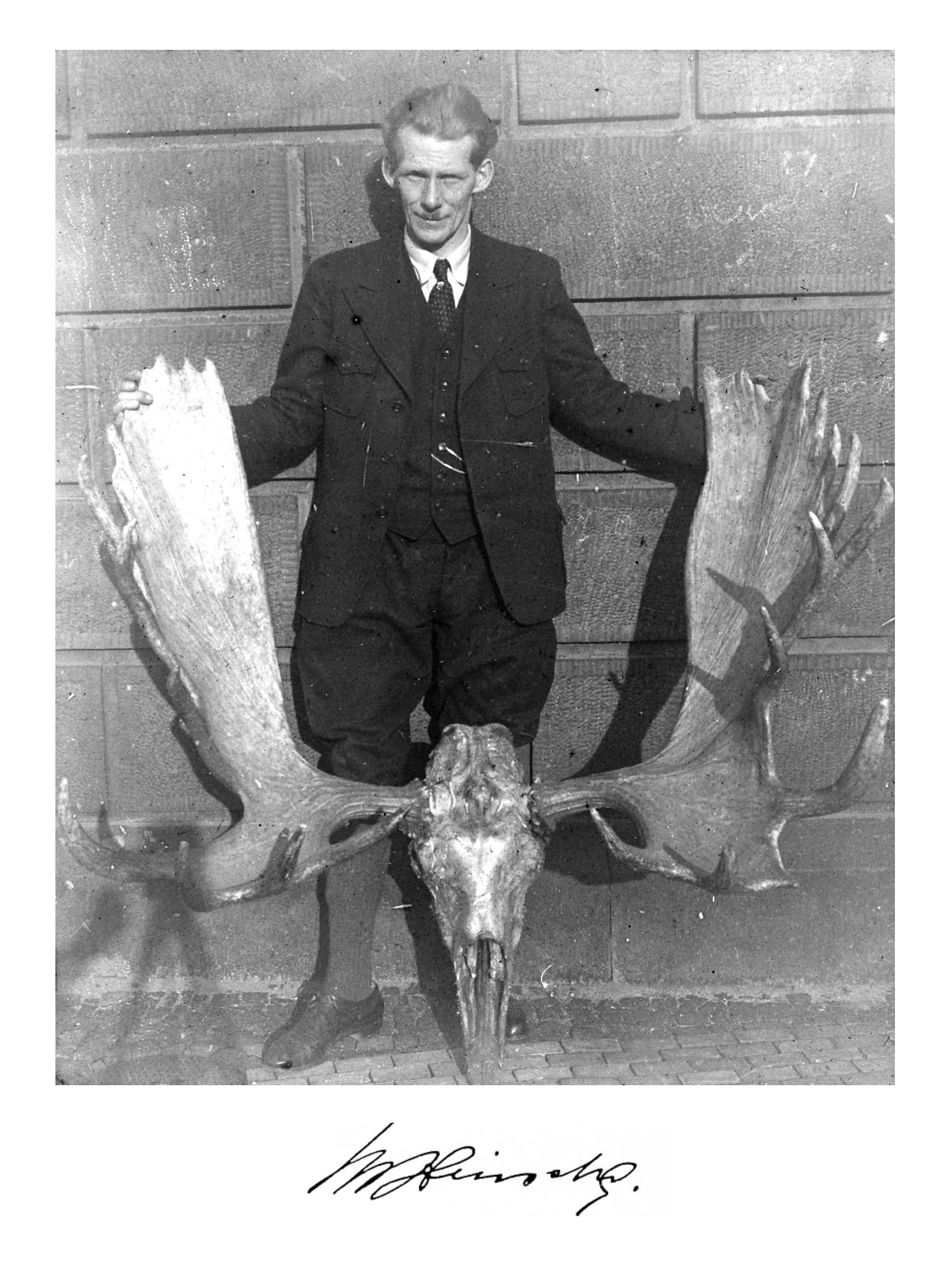
Max Hinsche

- 02. Mai: Max Hinsche, deutscher Präparator, Naturwissenschaftler und Schriftsteller. († 1939)
- 04. Mai: Serizawa Kōjirō, japanischer Schriftsteller und Romancier († 1993)
- 04. Mai: Werner Kraft, deutscher Bibliothekar, Literaturwissenschaftler und Schriftsteller († 1991)
- 04. Mai: Betty Mitchell, kanadische Theaterleiterin und Regisseurin († 1976)
- 07. Mai: Kathleen McKane Godfree, englische Tennisspielerin († 1992)
- 07. Mai: Wilhelm Kohlbach, deutscher General († 1947)
- 08. Mai: Paweł Lewiecki, polnischer Pianist und Musikpädagoge († 1974)
- 11. Mai: Paul Bäumer, deutscher Pilot des Ersten Weltkriegs († 1927)
- 11. Mai: Josip Štolcer-Slavenski, kroatischer Komponist († 1955)
- 12. Mai: Heinrich Wilhelm Joseph Acker, deutscher Politiker († 1954)
- 13. Mai: Paul Aellen, Schweizer Botaniker († 1973)
- 13. Mai: Ugo Giachery, italienischer Bahai († 1989)
- 13. Mai: Josias zu Waldeck und Pyrmont, SS-Obergruppenführer († 1967)
- 14. Mai: Quentin Maclean, englisch-kanadischer Organist, Komponist und Musikpädagoge († 1962)
- 16. Mai: Freda Wuesthoff, deutsche Physikerin, Anwältin und Pazifistin († 1956)
- 17. Mai: Brasílio Itiberê da Cunha Luz, brasilianischer Komponist († 1967)
- 18. Mai: Ernst Emil Jung, deutscher Reeder und Mäzen in Hamburg († 1976)
- 19. Mai: Jorge Alessandri, chilenischer Politiker († 1986)
- 20. Mai: Paul Kemp, deutscher Schauspieler und Charakterkomiker († 1953)
- 21. Mai: John Chandler Gurney, US-amerikanischer Politiker († 1985)
- 21. Mai: Willy May, deutscher Schachproblemkomponist († 1962)
- 22. Mai: Emerich Ambros, ungarisch-deutscher Antifaschist († 1933)
- 23. Mai: András Kuttik, ungarischer Fußballspieler und -trainer († 1970)
- 23. Mai: Felix Steiner, deutscher Militär, SS-Obergruppenführer und General der Waffen-SS († 1966)
- 25. Mai: Jan Nicolaas Bakhuizen van den Brink, niederländischer Theologe und Kirchenhistoriker († 1987)
- 27. Mai: Lisa Albrecht, deutsche Politikerin († 1958)
- 27. Mai: Louis Trémel, französischer Autorennfahrer († 1929)
- 28. Mai: Hans Friede, deutscher Politiker († 1978)
- 29. Mai: Walter Abendroth, deutscher Komponist, Redakteur, Musikschriftsteller († 1973)
- 30. Mai: Howard Hawks, US-amerikanischer Regisseur († 1977)
- 31. Mai: Ines Alfani-Tellini, italienische Opernsängerin (Sopran) und Musikpädagogin († 1985)
- 31. Mai: Erich R. Döbrich, deutscher Militärmaler († 1945)
- 31. Mai: Ernest Haller, US-amerikanischer Kameramann († 1970)

### Juni
- 01. Juni: Antonio Castejón Espinosa, spanischer General († 1979)
- 06. Juni: Henry Allingham, Kriegsteilnehmer der britischen Streitkräfte im Ersten Weltkrieg († 2009)
- 06. Juni: Italo Balbo, italienischer faschistischer Luftwaffenminister, Luftmarschall († 1940)
- 07. Juni: Christopher Howard Andrewes, britischer Virologe († 1988)
- 07. Juni: Imre Nagy, ungarischer Politiker und Agrarökonom († 1958)
- 07. Juni: Otto Heinrich Schindewolf, deutscher Paläontologe († 1971)
- 07. Juni: Robert S. Mulliken, US-amerikanischer Physiker und Chemiker († 1986)
- 09. Juni: Karl Sack, deutscher Jurist und Widerstandskämpfer († 1945)
- 09. Juni: Richard Friedenthal, deutscher Schriftsteller († 1979)
- 09. Juni: Rafael Martínez Alba, dominikanischer Dirigent und Musikpädagoge († 1989)
- 10. Juni: József Viola, ungarischer Fußballspieler und -trainer († 1949)
- 11. Juni: Henri Poitras, kanadischer Schauspieler und Dramatiker († 1971)
- 12. Juni: Paul Appel, deutscher Lyriker und Essayist († 1971)
- 14. Juni: Comins Mansfield, englischer Schachproblemkomponist († 1984)
- 16. Juni: Karl Rüdiger, deutscher Politiker († 1951)
- 16. Juni: Walter Schwabedissen, deutscher General († 1989)
- 17. Juni: Joseph Yerly, Schweizer Schriftsteller frankoprovenzalischer Sprache († 1961)
- 18. Juni: Bruno Snell, deutscher Altphilologe († 1986)
- 19. Juni: Erich Koch, Gauleiter der NSDAP und Reichskommissar in der Ukraine († 1986)
- 19. Juni: Wallis Simpson, Gattin des vormaligen britischen Königs Eduard VIII. († 1986)
- 20. Juni: Vincent Korda, ungarischer Szenenbildner († 1979)
- 20. Juni: Wilfrid Pelletier, kanadischer Dirigent und Pianist († 1982)
- 23. Juni: Tewfik „Toothpick“ Abdullah, ägyptischer Fußballspieler († 1950)
- 23. Juni: Ferdynand Zweig, polnischer Wirtschaftswissenschaftler und Soziologe († 1988)
- 25. Juni: Alfred Anderson, britischer Kriegsveteran († 2005)
- 27. Juni: Paul Apel, deutscher Widerstandskämpfer († 1965)
- 28. Juni: Lazar Wechsler, bedeutendster Filmproduzent des frühen Schweizer Films († 1981)
- 29. Juni: Mathieu Ahlersmeyer, deutscher Opernsänger und Schauspieler († 1979)
- 29. Juni: Kurt Dainas, deutscher Sportpädagoge und Hochschullehrer († unbekannt)
- 29. Juni: Anna Gottburgsen, deutsche Blumen- und Landschaftsmalerin († 1988)
- 29. Juni: Hermann Lindrath, deutscher Politiker († 1960)

### Juli
- 03. Juli: Rudolf Heberle, deutscher Soziologe († 1991)
- 06. Juli: Anton Heidenreich, deutscher General († 1982)
- 07. Juli: Albin Lesky, österreichischer Altphilologe († 1981)
- 07. Juli: Kathleen Long, englische Pianistin und Musikpädagogin († 1968)
- 10. Juli: Georg Trump, deutscher Kalligraf, Typograf, Grafiker und Lehrer († 1985)
- 10. Juli: Stefan Askenase, belgisch-polnischer Pianist († 1985)
- 11. Juli: Ludwik Fleck, polnischer Mikrobiologe, Mediziner und Wissenschaftstheoretiker († 1961)
- 13. Juli: Mordecai Ardon, israelischer Künstler († 1992)
- 14. Juli: Ferdinando Giuseppe Antonelli, italienischer Kurienkardinal († 1993)
- 14. Juli: Buenaventura Durruti, spanischer Syndikalist und anarchistischer Revolutionär († 1936)
- 16. Juli: Gottlob Berger, deutscher General, SA- und SS-Mitglied († 1975)

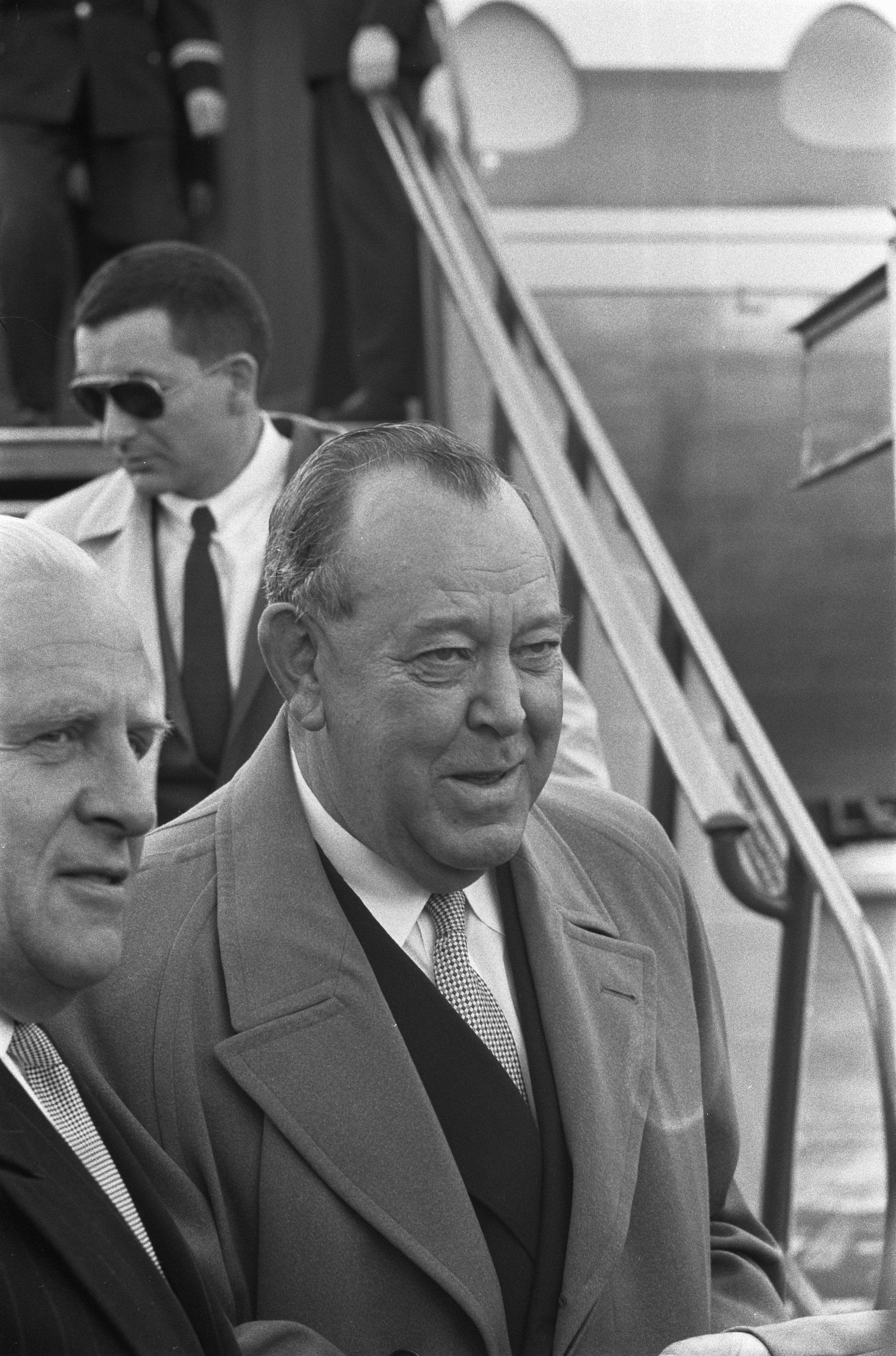
Trygve Lie (rechts), 1960

- 16. Juli: Trygve Lie, norwegischer Politiker, Generalsekretär der Vereinten Nationen († 1968)
- 16. Juli: Bill Rooney, US-amerikanischer American-Football-Spieler († 1988)
- 16. Juli: Otmar Freiherr von Verschuer, deutscher Mediziner und Humangenetiker († 1969)
- 18. Juli: Franz Eccard von Bentivegni, deutscher General und Kriegsverbrecher († 1958)
- 18. Juli: Franz Palatz, deutscher Schachproblemkomponist († 1945)
- 18. Juli: Patrick Aloysius O’Boyle, US-amerikanischer römisch-katholischer Geistlicher, Erzbischof von Washington und Kardinal († 1987)
- 19. Juli: A. J. Cronin, schottischer Arzt und Schriftsteller († 1981)
- 20. Juli: Henricus Jacobus Charles Tendeloo, niederländischer Chemiker († 1984)
- 21. Juli: Bourke B. Hickenlooper, US-amerikanischer Politiker († 1971)
- 21. Juli: Jean Rivier, französischer Komponist († 1987)
- 21. Juli: James C. Shannon, US-amerikanischer Politiker und Jurist († 1980)
- 22. Juli: Walter Karl Friedrich Assmann, deutscher Offizier († 1964)
- 22. Juli: Otto Hellmuth, Gauleiter der NSDAP und Regierungspräsident von Mainfranken († 1968)
- 22. Juli: Phil Jutzi, deutscher Kameramann und Filmregisseur († 1946)
- 23. Juli: Katharine Burdekin, britische Schriftstellerin († 1963)
- 23. Juli: Gaston Duval, französischer Automobilrennfahrer († 1970)
- 23. Juli: Adrienne Gessner, österreichische Schauspielerin († 1987)
- 23. Juli: Reinhold Frank, deutscher Rechtsanwalt, Opfer des NS-Regimes († 1945)
- 23. Juli: Dale Van Every, US-amerikanischer Schriftsteller und Drehbuchautor († 1976)
- 24. Juli: Hermann Kasack, deutscher Schriftsteller und Dichter († 1966)
- 24. Juli: Willy Odenthal, deutscher Politiker († 1962)
- 25. Juli: Oskar Müller, deutscher Politiker († 1970)
- 26. Juli: Tim Birkin, britischer Automobilrennfahrer († 1933)
- 27. Juli: Ivar Frithiof Andresen, norwegischer Opernsänger († 1940)
- 27. Juli: Friedrich Aue, deutscher Widerstandskämpfer († 1944)
- 28. Juli: Barbara La Marr, US-amerikanische Schauspielerin († 1926)
- 28. Juli: Josephus Calasanz Fließer, österreichischer katholischer Bischof der Diözese Linz († 1960)
- 31. Juli: Oskar Sima, österreichischer Theater- und Filmschauspieler († 1969)

### August
- 01. August: Walther Wadehn, deutscher Generalmajor († 1949)
- 05. August: Lotte Neumann, deutsche Schauspielerin († 1977)
- 07. August: Kaname Akamatsu, japanischer Ökonom († 1974)
- 08. August: Daudi Chwa II., bugandischer Kabaka († 1939)
- 08. August: Marjorie Kinnan Rawlings, US-amerikanische Schriftstellerin († 1953)
- 09. August: Erich Hückel, deutscher Chemiker und Physiker († 1980)
- 09. August: Jean Piaget, Schweizer Entwicklungspsychologe († 1980)
- 10. August: Milena Jesenská, tschechische Schriftstellerin († 1944)
- 10. August: Walter Lang, US-amerikanischer Filmregisseur († 1972)
- 12. August: Otto Haußleiter, deutscher Staatswissenschaftler und Verwaltungsbeamter († 1982)
- 12. August: Tsunenohana Kan’ichi, japanischer Sumōringer und 31. Yokozuna († 1960)
- 13. August: Eleonora Rozanek, deutsche Malerin († 1987)
- 13. August: Rudolf Schmundt, deutscher Militär, Chefadjutant der Wehrmacht bei Adolf Hitler († 1944)
- 14. August: Albert Ball, britischer Jagdflieger des Ersten Weltkrieges und Träger des Victoria-Kreuzes († 1917)
- 14. August: Joachim O. Fernández, US-amerikanischer Politiker († 1978)

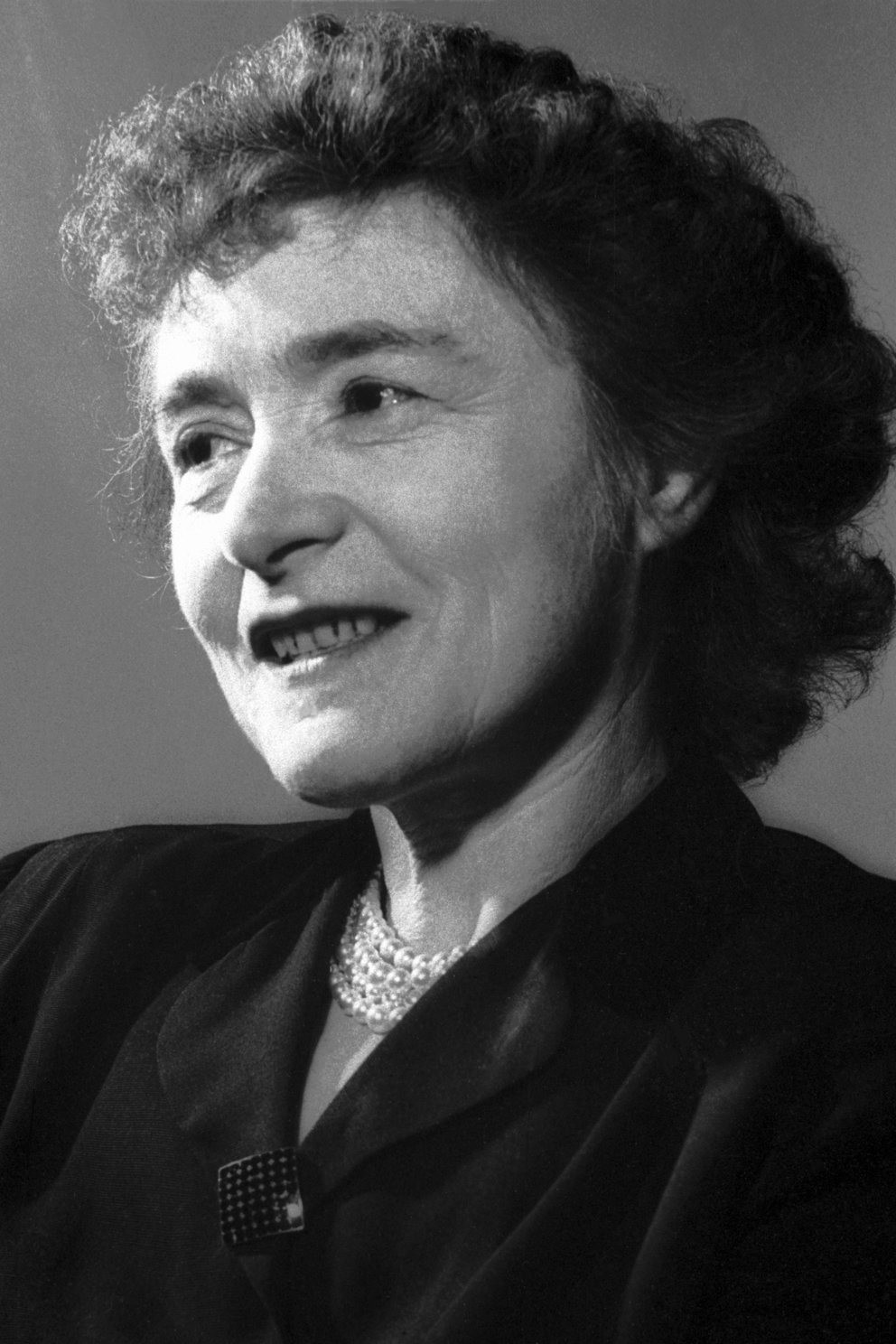
Gerty Cori, 1947

- 15. August: Gerty Cori, tschechisch-US-amerikanische Biochemikerin und Nobelpreisträgerin († 1957)
- 15. August: Elias Coueter, syrischer Geistlicher und melkitischer Bischof von Brasilien († 1985)
- 16. August: Kraudn Sepp, deutscher (bayerischer) Zitherspieler und Volksmusiksänger († 1977)
- 16. August: Tina Modotti, italienische Schauspielerin, Fotografin und Revolutionärin († 1942)
- 17. August: Hans Adametz, österreichischer Keramiker, Bildhauer und Kunsterzieher († 1966)
- 19. August: Josef Kammhuber, Oberst der Luftwaffe im Dritten Reich und General der Bundeswehr († 1986)
- 19. August: Walter Lang, Schweizer Komponist, Pianist und Musikpädagoge († 1966)
- 19. August: Ray Herbert Talbot, US-amerikanischer Politiker († 1955)
- 23. August: Christian Schiefer, Schweizer Fotograf († 1998)
- 23. August: Hubert von Meyerinck, deutscher Schauspieler († 1971)
- 25. August: Friedrich von Kessel, deutscher Politiker († 1975)
- 26. August: Henny Protzen-Kundmüller, deutsche Malerin († 1967)
- 27. August: Leon Theremin, sowjetischer Physiker und Musiker († 1993)
- 28. August: Wim Addicks, niederländischer Fußballspieler († 1985)
- 28. August: Liam O’Flaherty, irischer Schriftsteller († 1984)
- 29. August: William M. Citron, US-amerikanischer Politiker († 1976)
- 29. August: William Frank Norrell, US-amerikanischer Politiker († 1961)
- 30. August: Fritz Walter, deutscher Politiker († 1977)
- 30. August: Willy Reichert, deutscher Komiker und Schauspieler († 1973)

### September
- 01. September: Simon Barere, russischstämmiger Pianist († 1951)
- 01. September: A. C. Bhaktivedanta, indischer Kommentator und Übersetzer bekannter Sanskritwerke, Gründer der Internationalen Gesellschaft für Krishna-Bewusstsein († 1977)
- 01. September: André Hunebelle, französischer Filmregisseur († 1985)
- 01. September: Anton Tesarek, österreichischer Pädagoge († 1977)
- 02. September: Hinrich Lohse, deutscher nationalsozialistischer Politiker († 1964)
- 03. September: Alfons Beil, deutscher Priester und Autor († 1997)
- 03. September: Max Dungert, deutscher Maler und Grafiker († 1945)
- 04. September: Antonin Artaud, französischer Künstler († 1948)
- 04. September: Adolphe Reymond, Schweizer Fußballspieler († 1976)
- 04. September: Rodolphe Rubattel, Schweizer Politiker († 1961)
- 05. September: Albert Becker, österreichischer Schachmeister († 1984)
- 05. September: Heimito von Doderer, österreichischer Schriftsteller († 1966)
- 05. September: Karl Ebb, finnischer Unternehmer, Leichtathlet und Automobilrennfahrer († 1988)
- 06. September: Karl August Wittfogel, deutscher Soziologe, Philosoph und Sinologe († 1988)
- 07. September: Georg Schäfer, deutscher Unternehmer, Kunstsammler und -mäzen († 1975)
- 07. September: Johannes Siegfried Schubert, deutscher Tibetologe († 1976)
- 08. September: B. Everett Jordan, US-amerikanischer Politiker († 1974)
- 08. September: Frank Silver, US-amerikanischer Songwriter, Bandleader und Vaudevilledarsteller († 1960)
- 09. September: Alexei Innokentjewitsch Antonow, sowjetischer General († 1962)
- 09. September: Fritz Reuter, deutscher Musikwissenschaftler, Musikerzieher, Komponist und Kapellmeister († 1963)
- 10. September Adele Astaire, US-amerikanische Tänzerin und Entertainerin († 1981)
- 11. September: Georg Arnold-Graboné, deutscher Maler († 1982)
- 11. September: Robert S. Kerr, US-amerikanischer Politiker († 1963)
- 13. September: Jake Lanum, US-amerikanischer American-Football-Spieler († 1968)
- 13. September: Tadeusz Szeligowski, polnischer Komponist und Musikpädagoge († 1963)
- 14. September: José Mojica, mexikanischer Sänger und Schauspieler († 1970)
- 15. September: Bert Ambrose, englischer Violinist und Bandleader († 1971)
- 15. September: Theodor Haubach, deutscher Journalist, Politiker und Widerstandskämpfer gegen den Nationalsozialismus († 1945)
- 16. September: Willi Milke, deutscher kommunistischer Widerstandskämpfer gegen den Nationalsozialismus und NS-Opfer († 1944)
- 18. September: Hobart Baumann Amstutz, US-amerikanischer Theologe und Bischof († 1980)
- 19. September: Robert Dussaut, französischer Komponist und Musiktheoretiker († 1969)
- 20. September: Friedrich Sämisch, deutscher Schachspieler († 1975)
- 21. September: Käte Hamburger, deutsche Germanistin und Philosophin († 1992)
- 21. September: August Prüssing, deutscher Ingenieur († 1967)
- 22. September: Ernst Exss, deutscher General († 1965)
- 22. September: Elisabeth Selbert, deutsche Politikerin und Juristin, eine der vier „Mütter des Grundgesetzes“ († 1986)
- 22. September: Henry Segrave, britischer Renn- und Rekordfahrer († 1930)
- 24. September: Maxi Ackers, deutsche Schriftstellerin, Drehbuchautorin und Schauspielerin († 1982)
- 24. September: F. Scott Fitzgerald, US-amerikanischer Schriftsteller († 1940)
- 24. September: Fritz Links, österreichischer Schauspieler und Synchronsprecher († 1976)
- 24. September: Camilo Mori, chilenischer Maler († 1973)
- 24. September: Elsa Triolet, französische Schriftstellerin († 1970)
- 25. September: Jacques Errera, belgischer Physikochemiker († 1977)
- 25. September: Robert Gerhard, spanischer (katalanischer) Komponist († 1970)
- 25. September: Wenzel Jaksch, deutscher Politiker († 1966)
- 25. September: Alessandro Pertini, italienischer Politiker († 1990)
- 26. September: Max Brunnow, deutscher Kommunist und Widerstandskämpfer gegen den Nationalsozialismus († 1940)
- 27. September: Sam Ervin, US-amerikanischer Politiker († 1985)
- 28. September: William M. Tuck, US-amerikanischer Politiker († 1983)
- 29. September: David Knowles, englischer Historiker († 1974)

### Oktober
- 03. Oktober: Charles E. McKenzie, US-amerikanischer Politiker († 1956)
- 04. Oktober: Edgar W. A. Maass, deutscher Chemiker und Schriftsteller († 1964)
- 04. Oktober: Johannes Wüsten, deutscher bildender Künstler, Schriftsteller († 1943)
- 07. Oktober: Paulino Alcántara, spanisch-philippinischer Fußballspieler († 1964)
- 07. Oktober: Maria Krahn, deutsche Schauspielerin und Synchronsprecherin († 1977)
- 08. Oktober: Julien Duvivier, französischer Regisseur († 1967)
- 08. Oktober: Dorothee Günther, deutsche Tänzerin († 1975)
- 08. Oktober: Richard Suchenwirth, österreichischer Historiker und Politiker († 1965)
- 09. Oktober: John Robert Armbruster, US-amerikanischer Komponist, Dirigent und Arrangeur († 1994)
- 09. Oktober: Joseph Paul, französischer Automobilrennfahrer († 1944)
- 10. Oktober: Lester Germer, US-amerikanischer Physiker († 1971)
- 11. Oktober: Marguerite Friedlaender, deutsch-britische Künstlerin († 1985)
- 12. Oktober: Eugenio Montale, italienischer Schriftsteller († 1981)
- 13. Oktober: Hans Lewy, deutscher Automobilrennfahrer († 1942)
- 14. Oktober: Wolf-Heinrich von Helldorff, deutscher Widerstandskämpfer gegen das NS-Regime († 1944)
- 15. Oktober: Célestin Freinet, französischer Reformpädagoge († 1966)
- 15. Oktober: Yasutaro Hirai, japanischer Professor für Betriebswirtschaftslehre († 1970)
- 16. Oktober: Ernst Waldinger, deutscher Lyriker und Essayist († 1970)

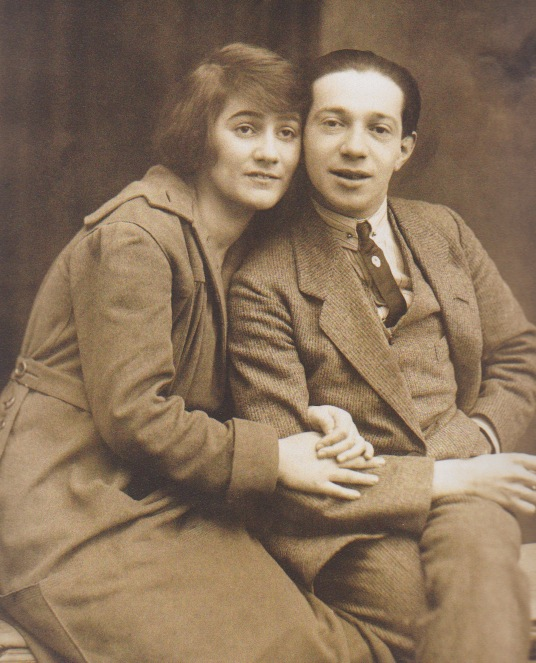
Blandine Ebinger und Friedrich Hollaender

- 18. Oktober: Friedrich Hollaender, deutsch-britischer Komponist († 1976)
- 19. Oktober: Friedrich Bonte, Kommodore in der deutschen Kriegsmarine († 1940)
- 19. Oktober: Nat Holman, US-amerikanischer Basketballspieler und -trainer († 1995)
- 19. Oktober: Pedro Luna, chilenischer Maler († 1956)
- 20. Oktober: George C. Atcheson Jr., US-amerikanischer Diplomat († 1947)
- 21. Oktober: Jewgeni Lwowitsch Schwarz, russischer Schriftsteller und Dramatiker († 1958)
- 22. Oktober: Oscar L. Chapman, US-amerikanischer Politiker († 1978)
- 22. Oktober: Earle Clements, US-amerikanischer Politiker († 1985)
- 22. Oktober: George Raymond Dallas Moor, britischer Offizier († 1918)
- 23. Oktober: Roman Ossipowitsch Jakobson, russischer Philologe, Linguist und Semiotiker († 1982)
- 24. Oktober: Karlfried Graf Dürckheim, deutscher Diplomat, Psychotherapeut und Zen-Meister († 1988)
- 25. Oktober: Clara Asscher-Pinkhof, niederländische Pädagogin und Schriftstellerin († 1984)
- 26. Oktober: Antoine Abed, libanesischer Erzbischof († 1975)
- 26. Oktober: Kathi Hock, deutsche Bildhauerin († 1979)
- 27. Oktober: Otto Dowidat, deutscher Politiker und MdB († 1975)
- 28. Oktober: Howard Hanson, US-amerikanischer Pianist und Komponist († 1981)
- 30. Oktober: Ruth Gordon, US-amerikanische Schauspielerin († 1985)
- 30. Oktober: Kostas Karyotakis, griechischer Dichter und Prosaist († 1928)
- 30. Oktober: Harry R. Truman, US-amerikanischer Gastwirt, der beim Ausbruch des Mount St. Helens 1980 eine Evakuierung verweigerte († 1980)
- 31. Oktober: Ethel Waters, US-amerikanische Schauspielerin und Sängerin († 1977)

### November
- 01. November: Willy Ackermann, Schweizer Schauspieler, Operettenbuffo und Kabarettist († 1973)
- 01. November: Victor Aronstein, deutscher Arzt jüdischer Herkunft († 1945)
- 03. November: Erika Abels d’Albert, österreichische Malerin, Grafikerin und Modedesignerin († 1975)
- 04. November: J. R. Ackerley, englischer Schriftsteller († 1967)
- 04. November: Carlos P. Garcia, philippinischer Politiker und Staatspräsident († 1971)
- 05. November: Fernand Vallon, französischer Automobilrennfahrer († 1962)
- 06. November: Marcelle de Lacour, französische Cembalistin († 1997)
- 09. November: Michailo Werikiwski, ukrainischer Komponist († 1962)
- 10. November: Hans Fleischer, deutscher Komponist († 1981)
- 12. November: Makino Shin’ichi, japanischer Schriftsteller († 1936)
- 14. November: Mamie Eisenhower, US-First Lady († 1979)
- 16. November: Friederike Mulert, deutsche Politikerin († 1991)
- 16. November: Joan Lindsay, australische Schriftstellerin († 1984)
- 16. November: Oswald Mosley, britischer faschistischer Politiker († 1980)
- 17. November: Lew Semjonowitsch Wygotski, russischer Psychologe († 1934)
- 17. November: Friedrich Middelhauve, deutscher Politiker und Verleger († 1966)
- 17. November: Herbert O’Conor, US-amerikanischer Politiker († 1960)
- 18. November: Olin D. Johnston, US-amerikanischer Politiker († 1965)
- 18. November: César Pérez Sentenat, kubanischer Pianist und Komponist († 1973)
- 19. November: Adolf Wohlbrück, österreichischer Schauspieler († 1967)
- 19. November: Ernst Brandt, KPD-Funktionär und Minister in Sachsen-Anhalt († 1956)
- 19. November: Johannes Georg Dietrich Mebus, deutscher Politiker und Theologe († 1979)
- 20. November: Hayashi Tatsuo, japanischer Philosoph, Kultur- und Literaturkritiker († 1984)
- 23. November: Klement Gottwald, tschechischer Politiker († 1953)
- 23. November: Harry Prieste, US-amerikanischer Wasserspringer, Unterhaltungskünstler und Schauspieler († 2001)
- 24. November: Theodore Fred Abel, US-amerikanischer Soziologe († 1988)
- 25. November: Benjamin Travis Laney, US-amerikanischer Politiker († 1977)
- 25. November: Virgil Thomson, US-amerikanischer Komponist († 1989)
- 27. November: Giovan Battista Angioletti, italienischer Journalist und Schriftsteller († 1961)
- 28. November: Leonid Andrussow, deutscher Chemieingenieur († 1988)
- 30. November: Luise Rehling, deutsche Politikerin († 1964)

### Dezember
- 01. Dezember: Hans Müller, österreichischer Schachmeister und Theoretiker († 1971)
- 01. Dezember: Georgi Schukow, sowjetischer General und vierfacher Held der Sowjetunion († 1974)
- 01. Dezember: Petko Stajnow, bulgarischer Komponist († 1977)
- 03. Dezember: Michael Balint, ungarischer Psychoanalytiker († 1970)
- 03. Dezember: Wolf Bloem, deutscher Landschaftsmaler, Aquarellist und Grafiker († 1971)
- 03. Dezember: Carlo Schmid, deutscher Politologe und Politiker († 1979)
- 03. Dezember: Bolesław Szabelski, polnischer Komponist († 1979)
- 03. Dezember: Martin Wagenschein, deutscher Pädagoge, Didaktiker, Physiker, Mathematiker († 1988)
- 04. Dezember: Albert Kuntz, deutscher Widerstandskämpfer († 1945)

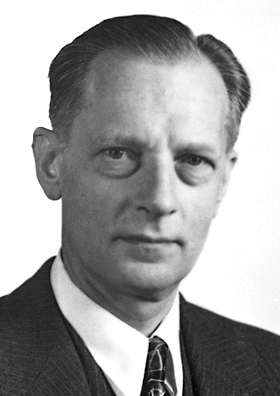
Carl Ferdinand Cori, 1947

- 05. Dezember: Carl Ferdinand Cori, US-amerikanischer Biochemiker, Nobelpreisträger († 1984)
- 06. Dezember: Bernard Rubin, britischer Automobilrennfahrer († 1936)
- 06. Dezember: Ira Gershwin, US-amerikanischer Komponist und Liedtexter († 1983)
- 06. Dezember: George Trafton, US-amerikanischer American-Football-Spieler († 1971)
- 07. Dezember: Hedda Koppé, Schweizer Schauspielerin († 1990)
- 09. Dezember: Goodwin Knight, US-amerikanischer Politiker († 1970)
- 10. Dezember: Ferdinand Brožek, tschechoslowakischer Ruderer († 1943)
- 13. Dezember: Fritz Horn, deutscher Luftfahrtpionier († 1963)
- 14. Dezember: James Harold Doolittle, US-amerikanischer General († 1993)
- 19. Dezember: Wilhelm Webels, deutscher Arzt, Maler und Bildhauer († 1972)
- 20. Dezember: Rudolf Friedrich Arnold, deutscher Politiker und Widerstandskämpfer († 1950)
- 20. Dezember: Frederick Browning, britischer General († 1965)
- 21. Dezember: Leroy Robertson, US-amerikanischer Komponist († 1971)
- 21. Dezember: Konstantin Konstantinowitsch Rokossowski, sowjetischer und polnischer Marschall († 1968)
- 23. Dezember: Giuseppe Tomasi di Lampedusa, italienischer Schriftsteller († 1957)
- 24. Dezember: Jens Oliver Lisberg, färöischer Rechtswissenschaftsstudent († 1920)
- 25. Dezember: Georg Amlung, deutscher Politiker († 1973)

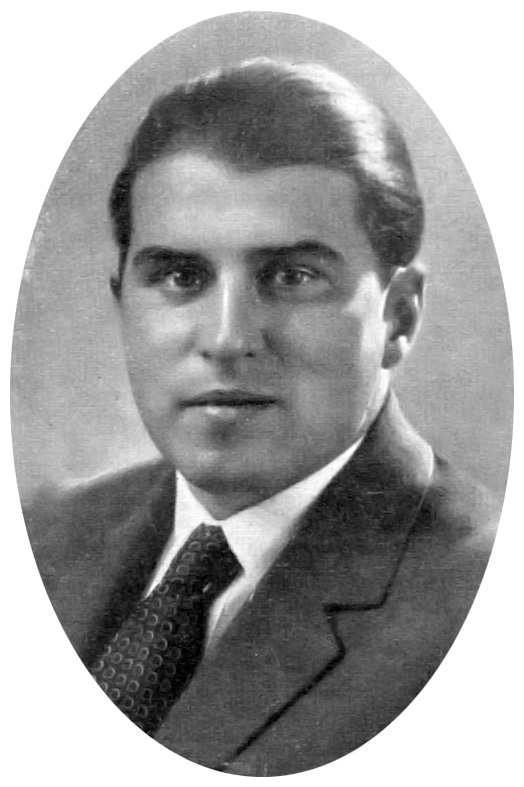
Carl Zuckmayer, 1920

- 27. Dezember: Carl Zuckmayer, deutscher Schriftsteller († 1977)
- 27. Dezember: Louis Bromfield, US-amerikanischer Schriftsteller († 1956)
- 27. Dezember: Maurice Dewaele, belgischer Radrennfahrer († 1952)
- 27. Dezember: Wilhelm Käber, deutscher Politiker († 1987)
- 27. Dezember: Cornelia Venema-Schaeffer, niederländische Entomologin (bl. bis 1977)
- 28. Dezember: Philippe Étancelin, französischer Automobil-Rennfahrer († 1981)
- 28. Dezember: Roger Sessions, US-amerikanischer Komponist († 1985)
- 28. Dezember: Wilhelm Brese, deutscher Politiker († 1994)
- 29. Dezember: David Alfaro Siqueiros, mexikanischer Maler und Grafiker († 1974)
- 29. Dezember: Oswald Kabasta, österreichischer Dirigent († 1946)
- 30. Dezember: Rosl Mayr, bayerische Volksschauspielerin († 1981)
- 31. Dezember: Gladys Egbert, kanadische Pianistin und Musikpädagogin († 1968)
- 31. Dezember: Carl Ludwig Siegel, deutscher Mathematiker († 1981)

### Genaues Geburtsdatum unbekannt
- John Dilleshaw, US-amerikanischer Old-Time-Musiker († 1941)
- Rupert Karner, österreichischer Motorradrennfahrer († 1928)
- Ali Soheili, iranischer Premierminister († 1958)
- Eduard Sußmann, deutscher Politiker († 1965)
- Blind Willie Walker, US-amerikanischer Blues-Gitarrist und Sänger († 1933)

## Gestorben

### Januar bis März
- 01. Januar: Franz Brandner, österreichischer katholischer Geistlicher und Hochschullehrer (* 1821)
- 04. Januar: Joseph Hubert Reinkens, erster Bischof der Alt-Katholischen Kirche in Deutschland (* 1821)
- 05. Januar: Anton Philipp Reclam, deutscher Verleger und Buchhändler (* 1807)
- 08. Januar: Johann Wilhelm Appell, deutscher Schriftsteller und Bibliothekar (* 1829)
- 08. Januar: Paul Verlaine, französischer Lyriker (* 1844)
- 11. Januar: George G. Wright, US-amerikanischer Politiker (* 1820)
- 13. Januar: Friedrich Ludwig Theodor Friese, deutscher Orgelbauer (* 1827)
- 13. Januar: Carl Ulrici, deutscher Schriftsteller (* 1839)
- 14. Januar: Albert Glatzel, deutscher Jurist (* 1833)
- 15. Januar: Mathew B. Brady, US-amerikanischer Fotograf und Kriegsberichtserstatter (* 1822)
- 15. Januar: Andreas Oppermann, deutscher Jurist sowie Reise- und Kunstschriftsteller (* 1827)
- 19. Januar: Heinrich Thalboth, österreichischer Schauspieler, Regisseur und Dramatiker (* 1841)
- 21. Januar: Johann Gustav Stickel, deutscher evangelischer Theologe, Orientalist und Numismatiker (* 1805)
- 22. Januar: Ignaz Czernits, österreichischer Schauspieler und Theaterdirektor (* 1814)
- 25. Januar: Johann Daniel Eckhardt, deutscher Arbeiterführer (* 1836)
- 27. Januar: Simeon Bavier, Schweizer Politiker (* 1825)
- 29. Januar: Willem Gerard Brill, niederländischer Niederlandist, Romanist, Anglist und Historiker (* 1811)
- 30. Januar: Ernst Kapp, deutscher Pädagoge, Geograph und Philosoph (* 1808)
- 31. Januar: William Alexander Adams, englischer Ingenieur und Unternehmer (* 1821)
- 31. Januar: George Alburtus Anderson, US-amerikanischer Politiker (* 1853)
- 31. Januar: Julie Favre, französische Pädagogin (* 1833)
- 000Januar: Luigia Abbadia, italienische Opernsängerin (* 1821)
- 01. Februar: Friedrich Strehlke, deutscher Pädagoge und Literaturwissenschaftler (* 1825)
- 06. Februar: Wilhelm Remler, deutscher Orgelbauer (* 1824)
- 06. Februar: Charles-Gustave Smith, kanadischer Organist, Komponist, Maler und Musikpädagoge (* 1826)
- 07. Februar: William Hayden English, US-amerikanischer Politiker (* 1822)
- 08. Februar: Anna Schimpff-Jahn, deutsche Schriftstellerin und Verlegerin (* 1831)
- 12. Februar: Gaspard André, französischer Architekt (* 1840)
- 12. Februar: Ambroise Thomas, französischer Komponist (* 1811)
- 13. Februar: Ludwig Gabillon, deutschstämmiger österreichischer Burgschauspieler und Regisseur (* 1825)
- 15. Februar: Jules Vuy, Schweizer Jurist, Schriftsteller, Historiker und Politiker (* 1815)
- 16. Februar: Carl Adler, deutscher Jurist und Politiker (* 1823)
- 18. Februar: Charles Umpherston Aitchison, britischer Kolonialbeamter (* 1832)
- 23. Februar: George Davis, US-amerikanischer Politiker (* 1820)
- 26. Februar: William Russell Smith, US-amerikanischer Politiker (* 1815)
- 28. Februar: Joseph Munsch, österreichischer Maler (* 1832)
- 05. März: Frederic T. Greenhalge, US-amerikanischer Politiker (* 1842)
- 05. März: Évariste de Valernes, französischer Maler (* 1816)
- 08. März: Friedrich Alphons Pick, französisch-deutscher Schriftsteller und Politiker (* 1808)
- 08. März: Ambrosius Rosenmund, Schweizer Chemiker, Textilunternehmer und Politiker (* 1846)
- 09. März: Otto Fridolin Fritzsche, deutscher Theologe (* 1812)
- 13. März: Benjamin Flanders, US-amerikanischer Politiker (* 1816)
- 20. März: Christian Nikolaus Schnittger, deutscher Maler, Zeichner und Fotograf (* 1832)
- 21. März: Isabel Burton, britische Reiseschriftstellerin (* 1831)
- 27. März: Fritz Rieter-Bodmer, Schweizer Kaufmann (* 1849)

### April bis Juni
- 05. April: John Rogers Thomas, US-amerikanischer Komponist (* 1830)
- 06. April: Bernhard Anemüller, deutscher Historiker, Archivar und Bibliothekar (* 1820)
- 09. April: Gustav Körner, deutschamerikanischer Jurist und Staatsmann (* 1809)
- 10. April: John Edward Jones, US-amerikanischer Politiker (* 1840)
- 12. April: Carl Humann, deutscher Ingenieur, Architekt und Archäologe (* 1839)
- 15. April: August Alexander Järnefelt, finnischer General, Topograph und Gouverneur (* 1833)
- 19. April: Matthäus Hörfarter, österreichischer katholischer Theologe (* 1817)
- 21. April: Maurice de Hirsch, deutscher Unternehmer und Philanthrop (* 1831)
- 25. April: Hermann Arnold, deutscher Maler (* 1846)
- 27. April: Albert Fischer, deutscher evangelischer Pfarrer und Hymnologe (* 1829)
- 28. April: Heinrich von Treitschke, deutscher Historiker und MdR (* 1834)
- 29. April: Adolf Franckel, österreichischer Regisseur und Theaterleiter (* 1823)
- 00. April: Wilhelmine Guischard, deutsche Schriftstellerin (* 1826)
- 01. Mai: Nāser ad-Din Schāh, Schah von Persien (* 1831)
- 05. Mai: Silas Adams, US-amerikanischer Politiker (* 1839)
- 06. Mai: Johannes Eschmann, Schweizer Landwirt und Politiker (* 1834)
- 07. Mai: Herman Webster Mudgett (bekannter als H. H. Holmes), US-amerikanischer Serienmörder (* 1861)
- 08. Mai: Johannes Diemer, deutscher Hotelier, Chorleiter und Schauspieler (* 1830)
- 11. Mai: James Augustus Johnson, US-amerikanischer Politiker (* 1829)
- 12. Mai: Juan Morel Campos, puerto-ricanischer Komponist (* 1857)
- 14. Mai: Emil Lommer, deutscher Generalarzt (* 1834)
- 18. Mai: Daniel Pollen, Premierminister von Neuseeland (* 1813)
- 19. Mai: Karl Ludwig von Österreich, Bruder des Kaisers Franz Joseph I. (* 1833)

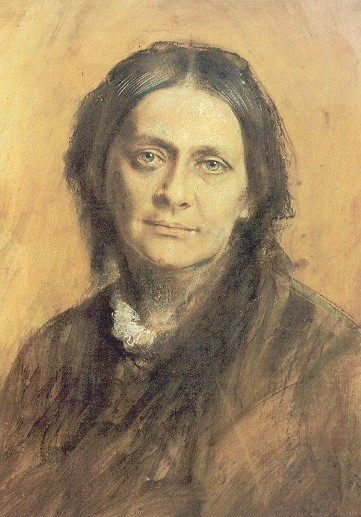
Clara Schumann, 1878/1879

- 20. Mai: Clara Schumann, deutsche Pianistin und Komponistin (* 1819)
- 22. Mai: Heinrich Richter, deutscher Schauspieler, Theaterregisseur und Hochschullehrer (* 1820)
- 22. Mai: William A. Wallace, US-amerikanischer Politiker (* 1827)
- 23. Mai: Lucius Fairchild, US-amerikanischer Politiker (* 1831)
- 24. Mai: Edward Armitage, englischer Historienmaler (* 1817)
- 24. Mai: Michael Birkeland, norwegischer Historiker, Archivar und Politiker (* 1830)
- 26. Mai: Gustav Heerbrandt, deutsch-amerikanischer Unternehmer und Zeitungsherausgeber (* 1819)
- 27. Mai: Alexander Grigorjewitsch Stoletow, russischer Physiker (* 1839)
- 29. Mai: Friedrich Göler von Ravensburg, deutscher Kunsthistoriker und Rubensforscher (* 1854)
- 31. Mai: Franz Ludorff, deutscher Pädagoge und Schriftsteller (* 1896)
- 31. Mai: Homer V. M. Miller, US-amerikanischer Politiker (* 1814)
- 02. Juni: Gerhard Rohlfs, deutscher Afrikareisender und Schriftsteller (* 1831)
- 06. Juni: Benno Schmidt, deutscher Mediziner und Hochschullehrer (* 1826)
- 09. Juni: John Cougnard, Schweizer evangelischer Geistlicher und Hochschullehrer (* 1821)
- 09. Juni: Adolphe Danhauser, französischer Komponist und Musikpädagoge (* 1835)
- 11. Juni: Hermann Rosenthal, deutscher Schriftsteller und Bühnenautor (* 1837)
- 12. Juni: Nikodemus Kavikunua, traditioneller Führer der Herero (* unbekannt)
- 12. Juni: Matthias Schumann, deutscher Statistiker (* 1851)
- 13. Juni: Hans Ernst von Berchem-Haimhausen, deutsch-österreichischer Großgrundbesitzer (* 1823)
- 14. Juni: Gustav Häcker, deutscher Jurist und Liedtexter (* 1822)
- 19. Juni: Wilhelm Schlesinger, österreichischer Mediziner und Schriftsteller (* 1839)
- 20. Juni: Alcibiade Béique, kanadischer Organist und Musikpädagoge (* 1856)
- 21. Juni: Hugo von Bilimek-Waissolm, österreichischer Feldmarschallleutnant (* 1838)
- 22. Juni: Benjamin H. Bristow, US-amerikanischer Politiker (* 1832)
- 23. Juni: Hubert Ferdinand Kufferath, deutscher Komponist (* 1818)
- 26. Juni: Louis d’Orléans, duc de Nemours, französischer General (* 1814)
- 27. Juni: Peter Dickel, deutscher Orgelbauer (* 1819)
- 29. Juni: Marmaduke Wyvill, englischer Aristokrat, Politiker und Schachmeister (* 1814)

### Juli bis September
- 01. Juli: Harriet Beecher Stowe, US-amerikanische Schriftstellerin (* 1811)
- 02. Juli: Rudolf Kögel, deutscher evangelischer Theologe (* 1829)
- 04. Juli: Alfred von Schlabrendorff-Seppau, preußischer Gutsbesitzer und Politiker (* 1829)
- 11. Juli: Ernst Curtius, deutscher Archäologie und Historiker (* 1814)
- 12. Juli: Karl Armbrust, deutscher Organist und Komponist (* 1849)
- 12. Juli: Giulio Ascoli, italienischer Mathematiker (* 1843)
- 12. Juli: Moritz Kirstein, deutscher Mediziner (* 1830)
- 13./14. Juli: Karl Günther, deutscher Tiermediziner (* 1822)

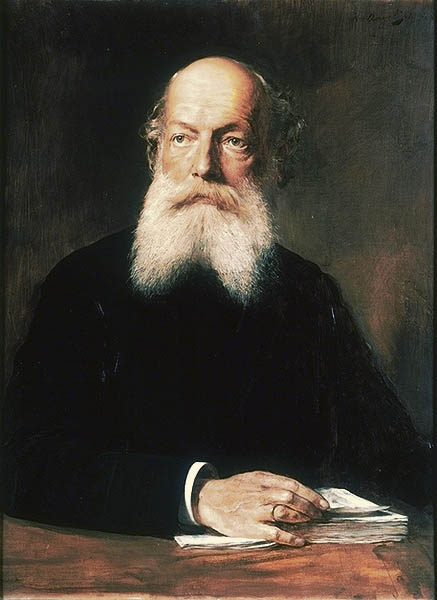
Friedrich August Kekulé, 1890

- 13. Juli: Friedrich August Kekulé von Stradonitz, deutscher Chemiker und Naturwissenschaftler (* 1829)
- 14. Juli: Luther Whiting Mason, US-amerikanischer Musikpädagoge (* 1818)
- 14. Juli: Raffaele Monaco La Valletta, italienischer Kurienkardinal (* 1827)
- 16. Juli: Selmar Bagge, deutscher Komponist (* 1823)
- 16. Juli: Edmond de Goncourt, französischer Schriftsteller (* 1822)
- 17. Juli: Friederike Bäuerle, österreichische Pianistin und Schriftstellerin (* 1814)
- 17. Juli: Rainilaiarivony, Premierminister des Königreichs Madagaskar (* 1828)
- 18. Juli: Adolf Geyer, deutscher Sänger und Musikdirektor (* 1829)
- 19. Juli: Théodore Salomé, französischer Organist und Komponist (* 1834)
- 20. Juli: Friedrich Simony, Geograph und Alpenforscher (* 1813)
- 22. Juli: George W. Jones, US-amerikanischer Politiker (* 1804)
- 03. August: Franziska Jarke, deutsche Schriftstellerin (* 1815)
- 05. August: George Tobey Anthony, US-amerikanischer Politiker (* 1824)
- 07. August: Charlotte Zeidler, deutsche Pianistin und Klavierlehrerin (* 1814)
- 08. August: Eugène Caillaux, französischer Politiker (* 1822)
- 08. August: Friedrich Helbig, deutscher Jurist und Schriftsteller (* 1832)
- 09. August: Alonzo J. Edgerton, US-amerikanischer Jurist und Politiker (* 1827)
- 10. August: Marie Kahle-Kessler, deutsche Schauspielerin (* 1844)

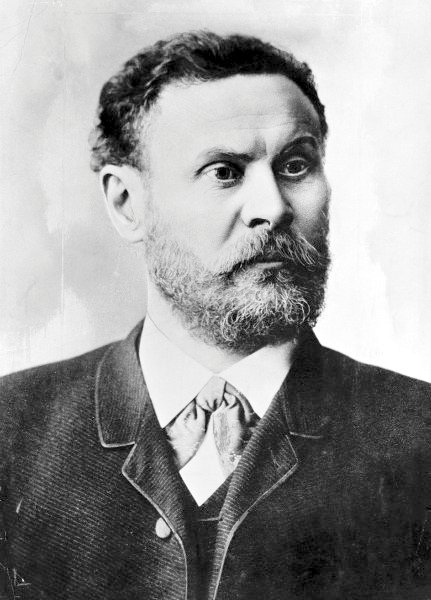
Otto Lilienthal

- 10. August: Otto Lilienthal, deutscher Pionier des Gleit- und Muskelkraftflugs (* 1848)
- 12. August: Ludovic-Henri-Marie-Ixile Julien-Laferrière, französischer Geistlicher und römisch-katholischer Bischof von Constantine-Hippone (* 1838)
- 13. August: John Everett Millais, britischer Maler (* 1829)
- 13. August: Ludwig Seidel, deutscher Mathematiker und Astronom (* 1821)
- 17. August: Peter Beising, deutscher Theologe (* 1805)
- 17. August: Bridget Driscoll, erstes Todesopfer eines Autounfalls (* 1851)
- 18. August: Richard Avenarius, deutscher Philosoph und Vertreter des Empiriokritizismus (* 1843)
- 24. August: Johann Jakob Egli, Schweizer Geograph (* 1825)
- 25. August: Enrico Nencioni, italienischer Lyriker und Literaturkritiker (* 1837)
- 25. August: Hamad ibn Thuwaini ibn Said, Sultan von Sansibar (* 1857)
- 30. August: Balthasar Schlimbach, deutscher Orgelbauer (* 1807)
- 01. September: Joseph Ignaz von Ah, Schweizer katholischer Priester, Zeitungsmann und Schriftsteller (* 1834)
- 03. September: Max Müller, deutscher Mediziner (* 1829)
- 08. September: Anna Versing-Hauptmann, deutsche Bühnenschauspielerin und Schriftstellerin (* 1834)
- 09. September: Henry B. Payne, US-amerikanischer Politiker (* 1810)
- 11. September: Alexander Graf von Attems-Heiligenkreuz, österreichischer Geheimer Rat und Feldmarschalleutnant (* 1814)
- 12. September: Frieda von Lipperheide, deutsche Redakteurin, Herausgeberin, Modezeichnerin, Schriftstellerin, Sammlerin, Mäzenin, Salonnière und eine Pionierin kostümkundlicher Forschung (* 1840)
- 16. September: James Mitchell Ashley, US-amerikanischer Politiker (* 1824)
- 16. September: Antônio Carlos Gomes, brasilianischer Komponist (* 1836)
- 17. September: Auguste Margarethe Feddersen, deutsche Malerin (* 1823)
- 18. September: Hippolyte Fizeau, französischer Physiker (* 1819)
- 19. September: Fanny Simonsen, australische Sängerin und Musikpädagogin (* 1835)
- 20. September: Johan Gottfried Conradi, norwegischer Komponist (* 1820)
- 21. September: Henry Petersen, dänischer Archäologe (* 1849)
- 21. September: Hugo Ranzenberg, österreichischer Schauspieler und Regisseur (* 1852)
- 23. September: Ivar Aasen, norwegischer Dichter und Sprachforscher (* 1813)
- 23. September: Gilbert Duprez, französischer Operntenor und Komponist (* 1806)
- 26. September: Ludwig Rudolph, deutscher Lehrer und Botaniker (* 1813)
- 28. September: Albert Roussin, französischer Marineoffizier und Politiker (* 1821)
- 30. September: Moritz Wilhelm Drobisch, deutscher Mathematiker und Philosoph (* 1802)

### Oktober bis Dezember
- 02. Oktober: Ludwig Lenz, deutscher Schriftsteller und Journalist (* 1813)
- 02. Oktober: Gneomar Ernst von Natzmer, preußischer Offizier und Militärschriftsteller (* 1832)
- 03. Oktober: William Morris, britischer Kunsthandwerker und Schriftsteller (* 1834)
- 06. Oktober: Sir James Abbott, britischer General (* 1807)
- 07. Oktober: George A. Sheridan, US-amerikanischer Politiker (* 1840)
- 07. Oktober: Louis Jules Trochu, französischer General (* 1815)
- 09. Oktober: Silas Woodson, US-amerikanischer Politiker (* 1819)
- 10. Oktober: Levi K. Fuller, US-amerikanischer Politiker (* 1841)
- 10. Oktober: Witold Pruszkowski, polnischer Maler (* 1846)

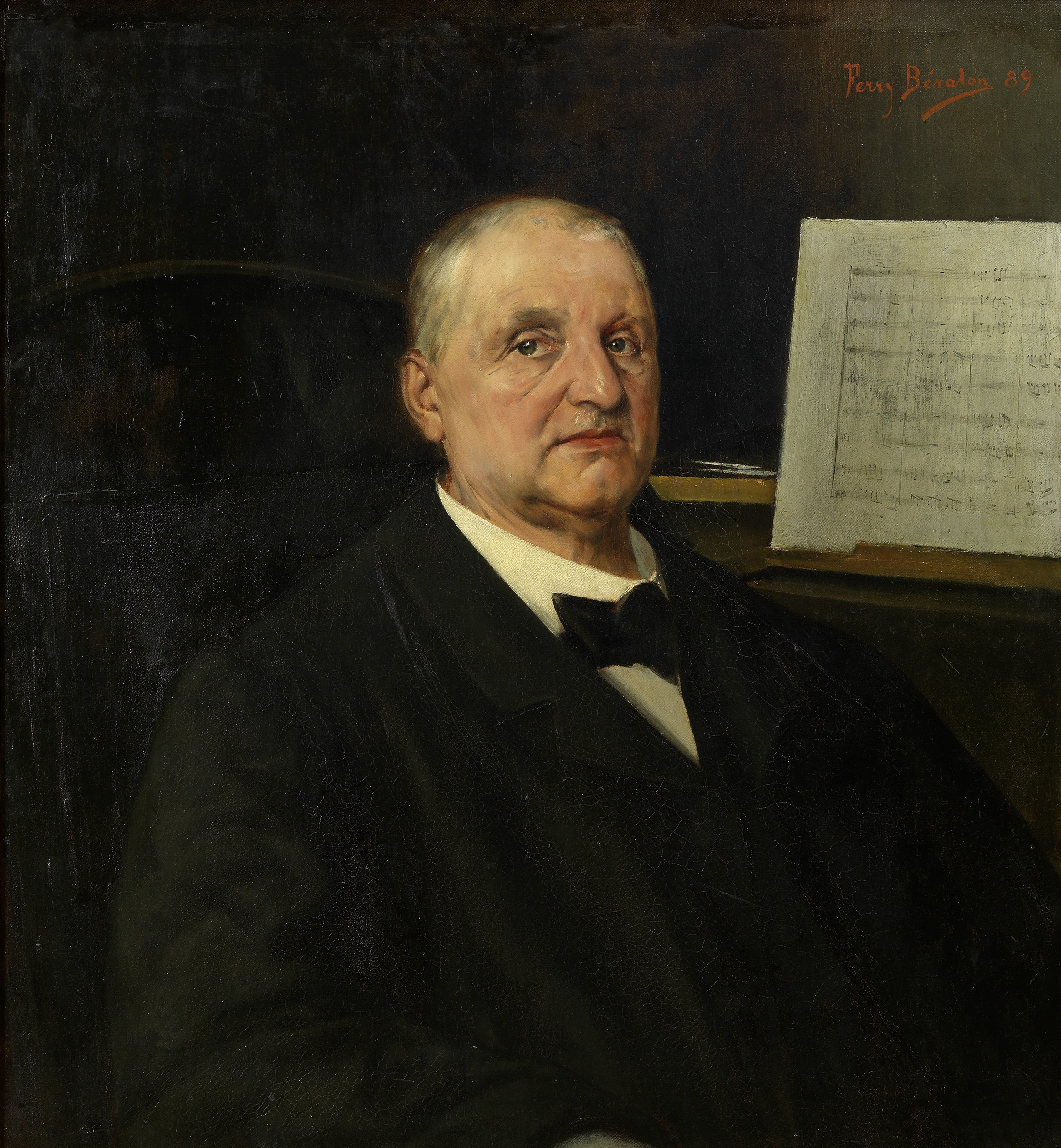
Anton Bruckner, 1890

- 11. Oktober: Anton Bruckner, österreichischer Komponist (* 1824)
- 13. Oktober: Thomas W. Ferry, US-amerikanischer Politiker (* 1827)
- 13. Oktober: Johann Caspar Harkort VI., Pionier des deutschen Großbrückenbaus (* 1817)
- 14. Oktober: Italo Campanini, italienischer Operntenor (* 1845)
- 14. Oktober: Hermann Manz, deutscher Verleger, Buch- und Kunsthändler (* 1839)
- 19. Oktober: Josef Pischna, böhmischer Pianist und Komponist (* 1826)
- 19. Oktober: William Adams Richardson, US-amerikanischer Politiker (* 1821)
- 20. Oktober: Karl Segebrock, deutsch-baltischer Missionar und evangelischer Märtyrer (* 1872)
- 20. Oktober: Ewald Ovir, deutsch-baltischer Missionar und evangelischer Märtyrer (* 1873)
- 20. Oktober: Félix Tisserand, französischer Astronom (* 1845)
- 23. Oktober: Charles Frederick Crisp, US-amerikanischer Politiker (* 1845)
- 23. Oktober: Columbus Delano, US-amerikanischer Politiker (* 1809)
- 24. Oktober: Albert Abdullah David Sassoon, britisch-indischer Kaufmann (* 1818)
- 25. Oktober: Ernst Wenzel, deutscher Mediziner und Hochschullehrer (* 1840)
- 00. Oktober: Alexander Franken, deutscher Rechtswissenschaftler (* 1847)
- 04. November: Edward Young, englischer Afrikaforscher (* 1831)
- 05. November: Karl Verner, dänischer Linguist (* 1846)
- 08. November: Rudolf Hoyos, österreichischer Dichter und Kunstsammler (* 1821)
- 08. November: Moritz Schneller, deutscher Augenarzt (* 1834)
- 09. November: Emil Frommel, deutscher evangelischer Theologe und Volksschriftsteller (* 1828)
- 15. November: Kaspar Baumann-Zürrer, Schweizer Kaufmann und Politiker (* 1830)
- 15. November: Georg Ferdinand Dümmler, deutscher Altphilologe und Archäologe (* 1859)
- 15. November: Alexander Brückner, deutscher Geschichtsschreiber (* 1834)
- 18. November: Karl Eisenlohr, deutscher Mediziner (* 1847)
- 19. November: Otto zu Stolberg-Wernigerode, Vizekanzler unter Otto von Bismarck (* 1837)
- 19. November: Peter Joseph Ruppen, Chronist des Kantons Wallis in der Schweiz (* 1815)
- 20. November: Frederick Miles, US-amerikanischer Politiker (* 1815)
- 22. November: Hans Konrad Karl Theodor Ackermann, deutscher Pathologe (* 1825)
- 24. November: Arnold Hirsch, böhmisch-österreichischer Arzt und Schriftsteller (* 1815)
- 26. November: Antonio Cecchi, italienischer Entdecker (* 1849)
- 26. November: Benjamin Apthorp Gould, US-amerikanischer Astronom (* 1824)
- 27. November: William Francis Ainsworth, britischer Forscher (* 1827)
- 27. November: Philipp Jacob Johann Leo Klein, deutscher Mediziner (* 1815)
- 28. November: Paul Emanuel Spieker, deutscher Architekt (* 1826)
- 29. November: Wilhelm Schröder, deutscher Jurist (* 1841)
- 29. November: John Scott, US-amerikanischer Politiker (* 1824)
- 03. Dezember: Paul André, schweizerischer Politiker (* 1837)
- 07. Dezember: Antonio Maceo, kubanischer General (* 1845)

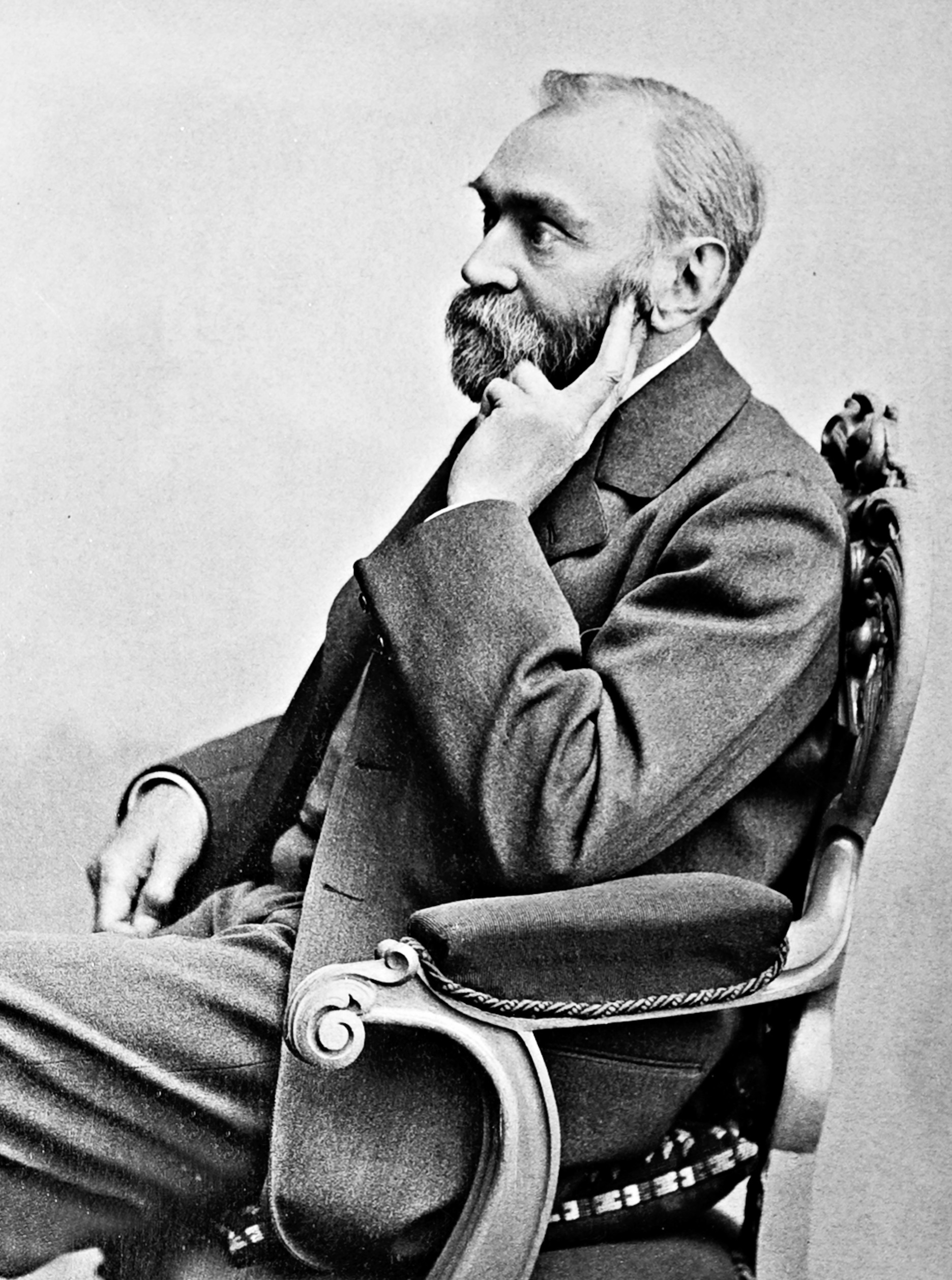
Alfred Nobel

- 10. Dezember: Alfred Nobel, schwedischer Erfinder und Industrieller (* 1833)
- 12. Dezember: Friedhold Fleischhauer, deutscher Violinist und Konzertmeister (* 1834)
- 12. Dezember: Ferdinand von Trauttmansdorff-Weinsberg, österreichischer Diplomat und Politiker (* 1825)
- 16. Dezember: Heinrich Göschl, deutscher Bildhauer (* 1839)
- 17. Dezember: Paul Beiersdorf, deutscher Apotheker (* 1836)
- 19. Dezember: Johann Anton Wilhelm von Carstenn, deutscher Kaufmann, Unternehmer und Stadtplaner (* 1822)
- 23. Dezember: Eduard Dallmann, deutscher Entdecker und Polarforscher (* 1830)
- 24. Dezember: Andreas Ascharin, baltisch-russischer Schachspieler, Schriftsteller, Pädagoge und Übersetzer (* 1843)
- 26. Dezember: Emil Heinrich Du Bois-Reymond, deutscher Physiologe und Mathematiker (* 1818)
- 26. Dezember: Anton Leopold Herrmann, rumäniendeutscher Komponist und Kirchenmusiker (* 1819)
- 28. Dezember: August Geiger-Thuring, deutscher Landschaftsmaler (* 1861)
- 30. Dezember: José Rizal, philippinischer Schriftsteller und Nationalheld (* 1861)

### Genaues Todesdatum unbekannt
- Deodato Arellano, philippinischer Reformer (* 1844)
- Charles Lucièn Lambert, US-amerikanischer Komponist (* 1828 oder 1829)
- Jules Moinaux, französischer Librettist (* 1815)
- Cristoforo Negri, italienischer Politiker und Schriftsteller (* 1809)
- Kahimemua Nguvauva, namibischer Clanführer und Nationalheld